# Дехиболо
Дехиболо (также Дюйбало, узб. Dehibolo (тоже Dexibolo)) — горное село в Бойсунском районе Сурхандарьинской области на юго-востоке Узбекистана. Оно наиболее известно как самое высокогорное село в стране и как отправная точка для исследования пещеры Бой-Булок, самой глубокой пещеры в Центральной Азии и одной из самых глубоких пещер в мире.

## Имя
Название происходит от языка жителей села, таджикского языка, разновидности персидского. Оно составлено из двух слов: «дехи» — село, и «боло» — верхний, то есть «верхнее село», часто переводимое как самое высокое село.

## Местоположение

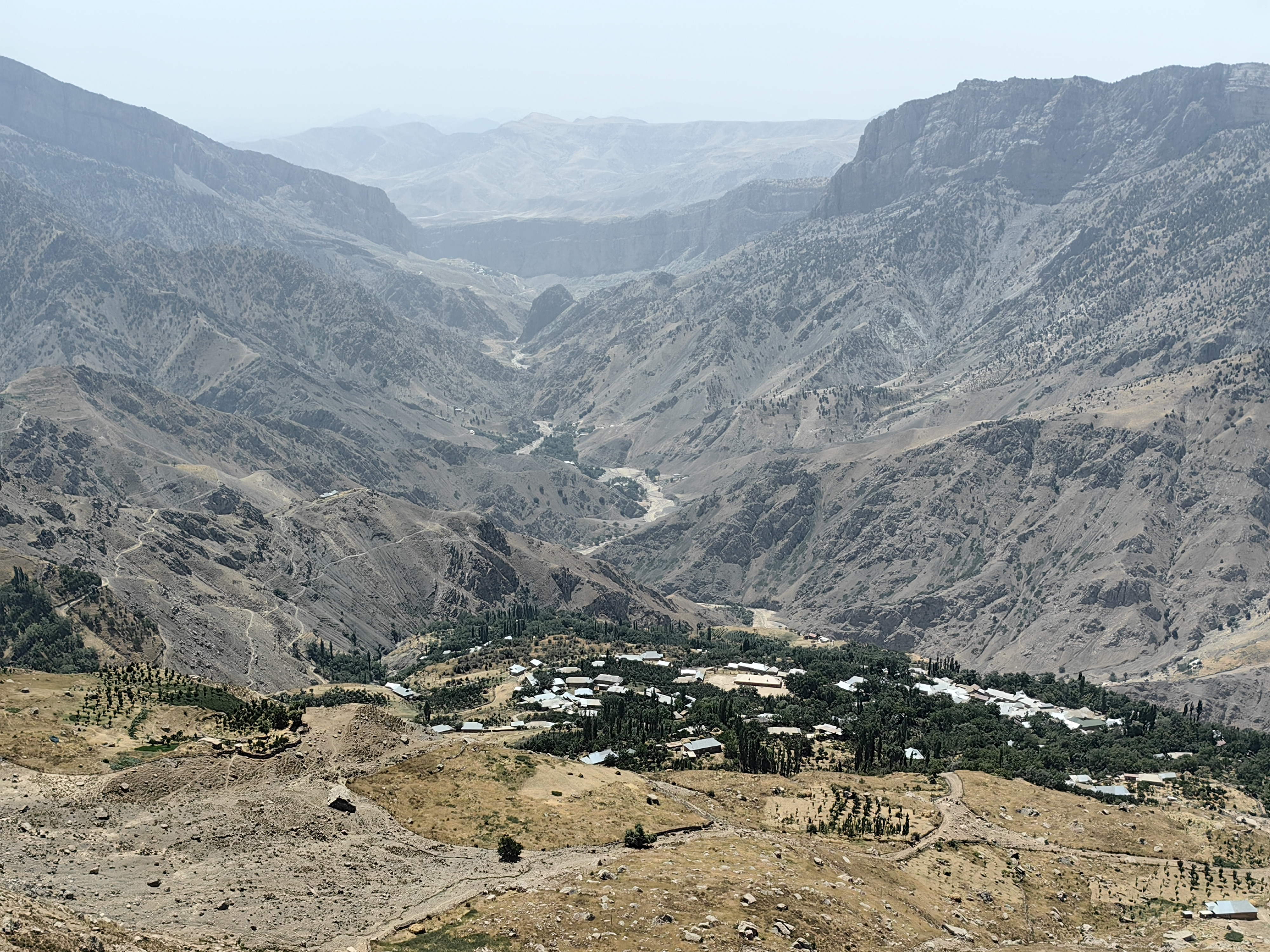
Вид с севера с горами Кушона и Бузраха

Дехиболо расположено в юго-восточной части Узбекистана, в 50 км от границы с Таджикистаном и в 120 км от границы с Афганистаном, на высоте 1750 метров н.у.м. Оно лежит выше реки Зервароз, под юго-восточной стеной горы Чульбаир (высшая точка 3822 метра над уровнем моря). Чульбаир является одним из юго-западных отрогов Гиссарского хребта, горной цепи Тянь-Шаня. Район Дехиболо, включая прилегающие долины с садами и небольшими полями, за которыми местные жители ухаживают с поздней весны до осени, ограничен стеной Чульбаира с запада на северо-восток, горой Кушона (2840 м) на востоке и горой Бузраха (2340 м) с юга на юго-запад.
Ближайшие села: Курганча (Qurghoncha), расположено в 4 км к западу от Дехиболо, в долине по обе стороны реки Зервароз; Алачапан, в 5 км на северо-запад, у подножия юго-западного склона горы Чульбаир. Расстояние от Бойсуна, районного центра, до Дехиболо составляет 29 км по прямой или 50 км по дороге (три-четыре часа езды на внедорожнике).

## История
Согласно информации, полученной устно от местных жителей, Дехиболо был заселен около 800 лет назад жителями из Бойсуна и Душанбе. До недавнего времени высокогорные деревни, такие как Дехиболо, были самодостаточными, особенно когда снег на полгода перекрывал тропы во внешний мир. Скотоводство обеспечивало деревню мясными и молочными продуктами, в деревне была мельница и маслобойня для получения льняного масла. Жители деревни ткали ковры из овечьей и козьей шерсти, прессовали войлок для зимней одежды, шили одежду из коровьих шкур. В деревне был кузнец, народный целитель и повитухи, помогавшие при родах.

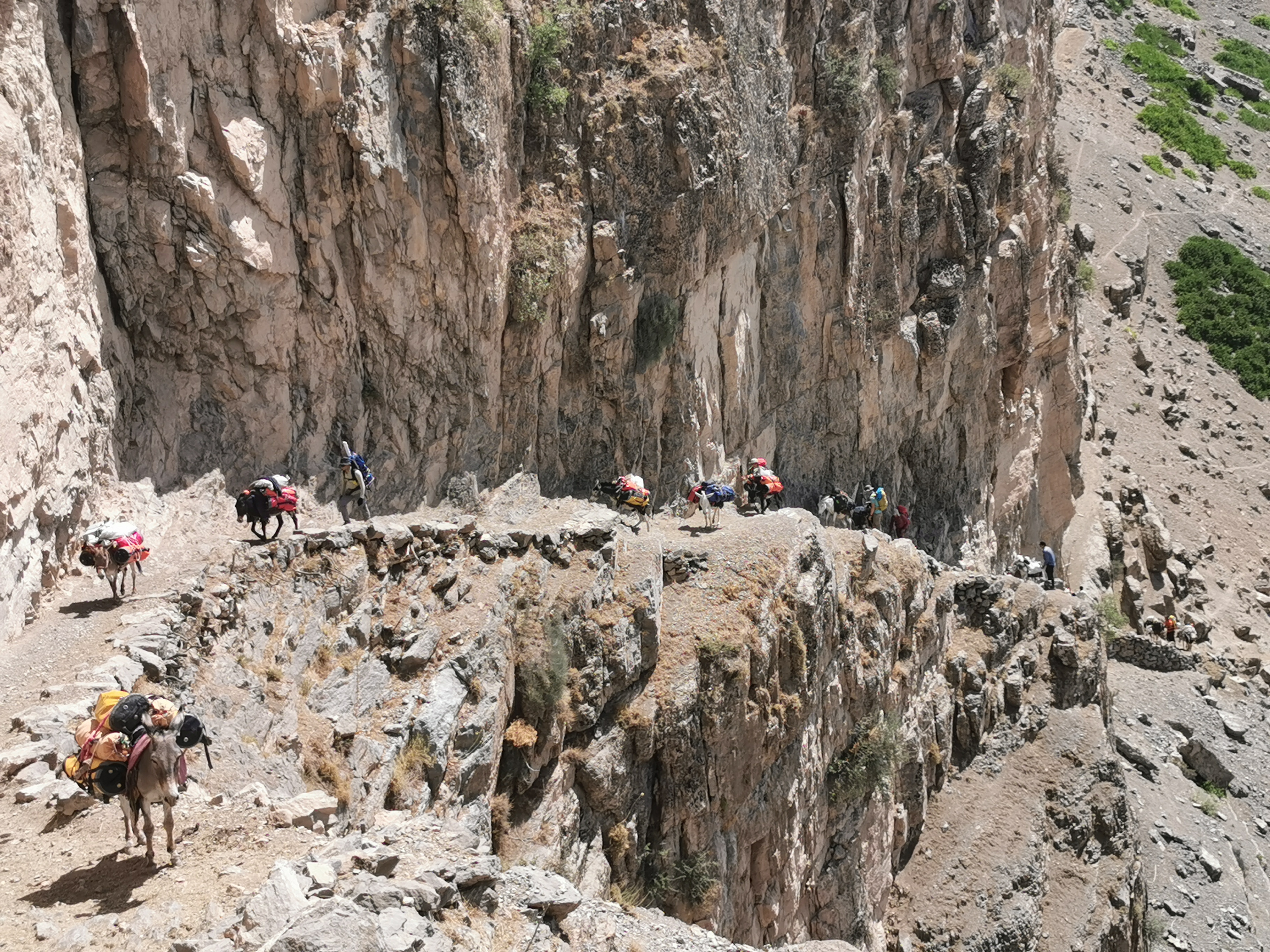
Горная тропа к западу от деревни

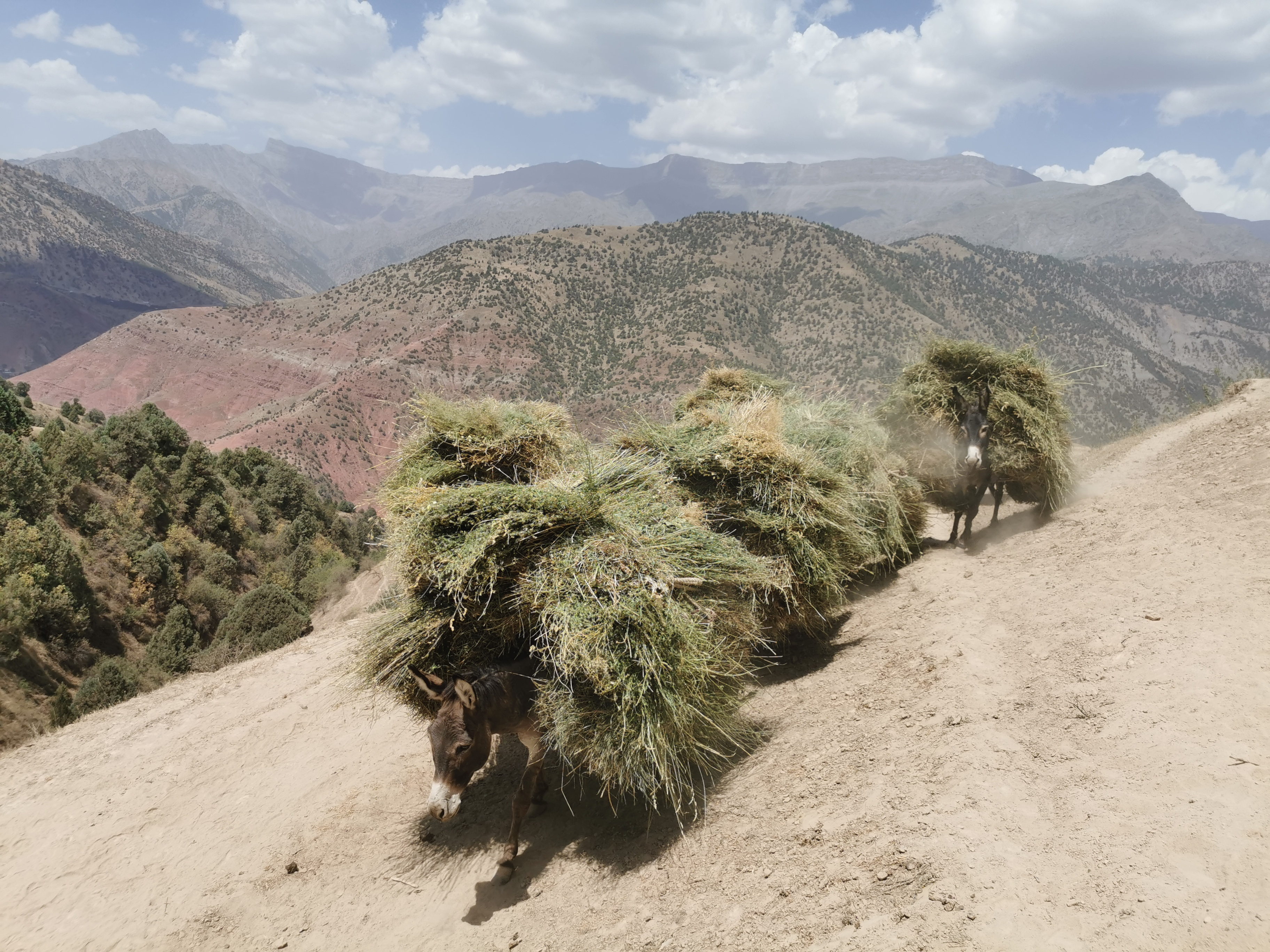
Ослы, несущие сено на склоне горы Чульбаир в Дехиболо

В связи с ростом населения более ста лет назад увеличивалось поголовья скота. Возникли проблемы с его выпасом. Дехиболо расположен под горной стеной высотой 150-200 метров. С другой стороны хребта склон пологий с местами, подходящими для зерновых полей и пастбищ, труднодоступный из-за стены. Богатая вдова Биби Шах, владевшая большим стадом овец и коз, коров и лошадей, и нанимавшая множество пастухов и слуг, предложила профинансировать строительство широкой тропы, которая позволила бы подниматься на стену. Каменщики под руководством мастера Олима построили 500-метровую тропу к западу от деревни. Местами ее вырубали в скале и - где необходимо - укрепляли деревянной арматурой. В честь вдовы тропа была названа «тропой Биби Шах» (Bibishoh shotisi). В 1975 году тропа была отремонтирована. Тропа также упоминается в фильме «Забытые песни» о Байсуне, снятом режиссером Темурмаликом Юнусовым.

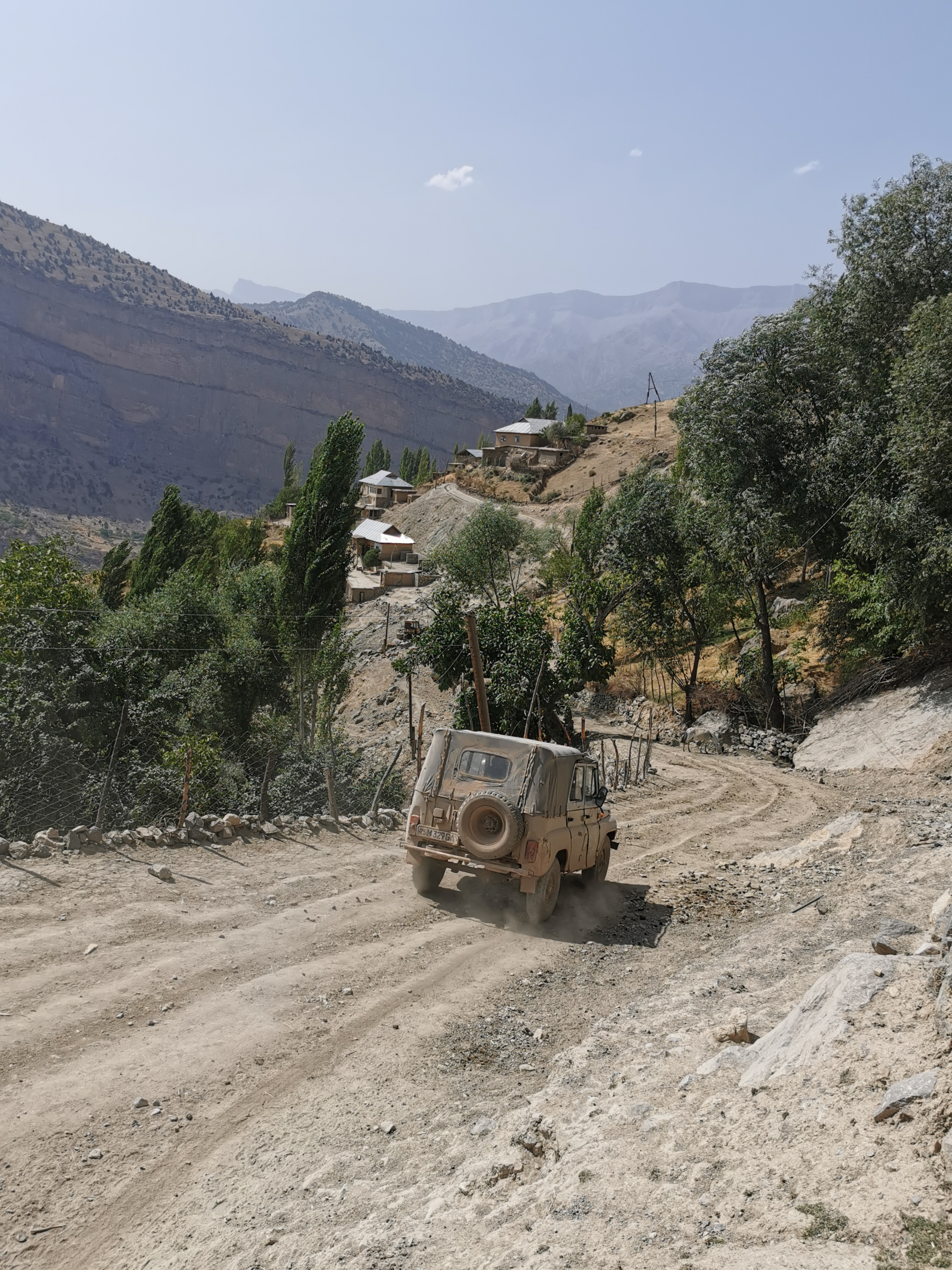
Дорога в Курганчу

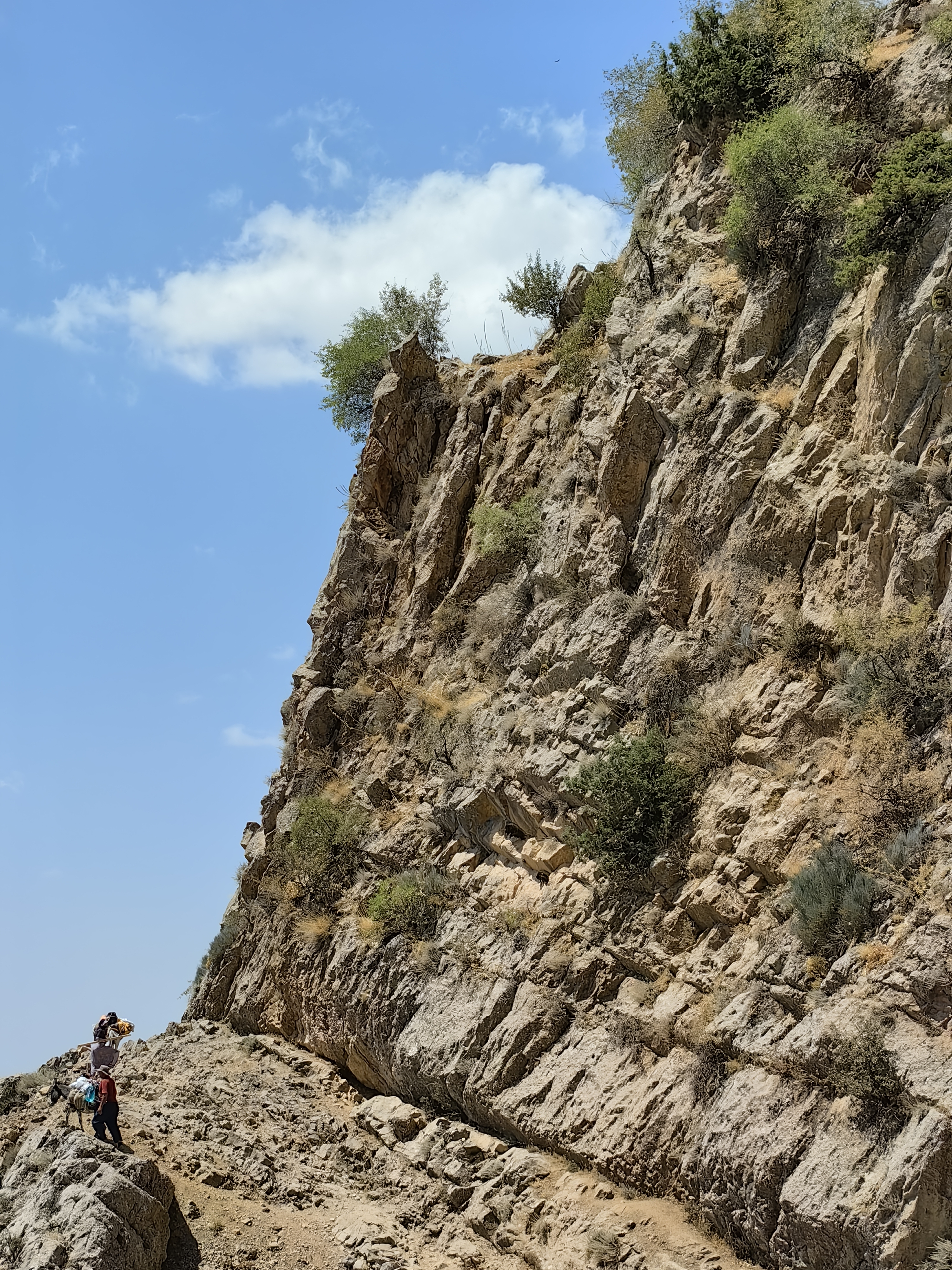
Вершина хребта

По словам Алексея Арапова, ташкентского исследователя истории и культуры Средней Азии, до середины XX века в нише высоко на стене горы Чульбаир над селом стоял большой деревянный идол, со скрещенными ногами и руками. По приказу муллы идол был снят и разрублен на куски.
Вода начала поступать в деревню в 1971 году, когда из источника Ходжа Нур над Дехиболо, под стеной горы Чульбаир, была проложена труба, конец которой находится у западного входа в деревню и служит сельским фонтаном.
Автомобильная дорога от Курганчи, значительно короче предыдущей трассы, была построена в 1982 году. В 1983 году село подключили к государственной электросети. Электропроводка не предназначена для питания бытовых приборов и, по состоянию на 2024 год, в основном используется для освещения.

## Экономика и удобства

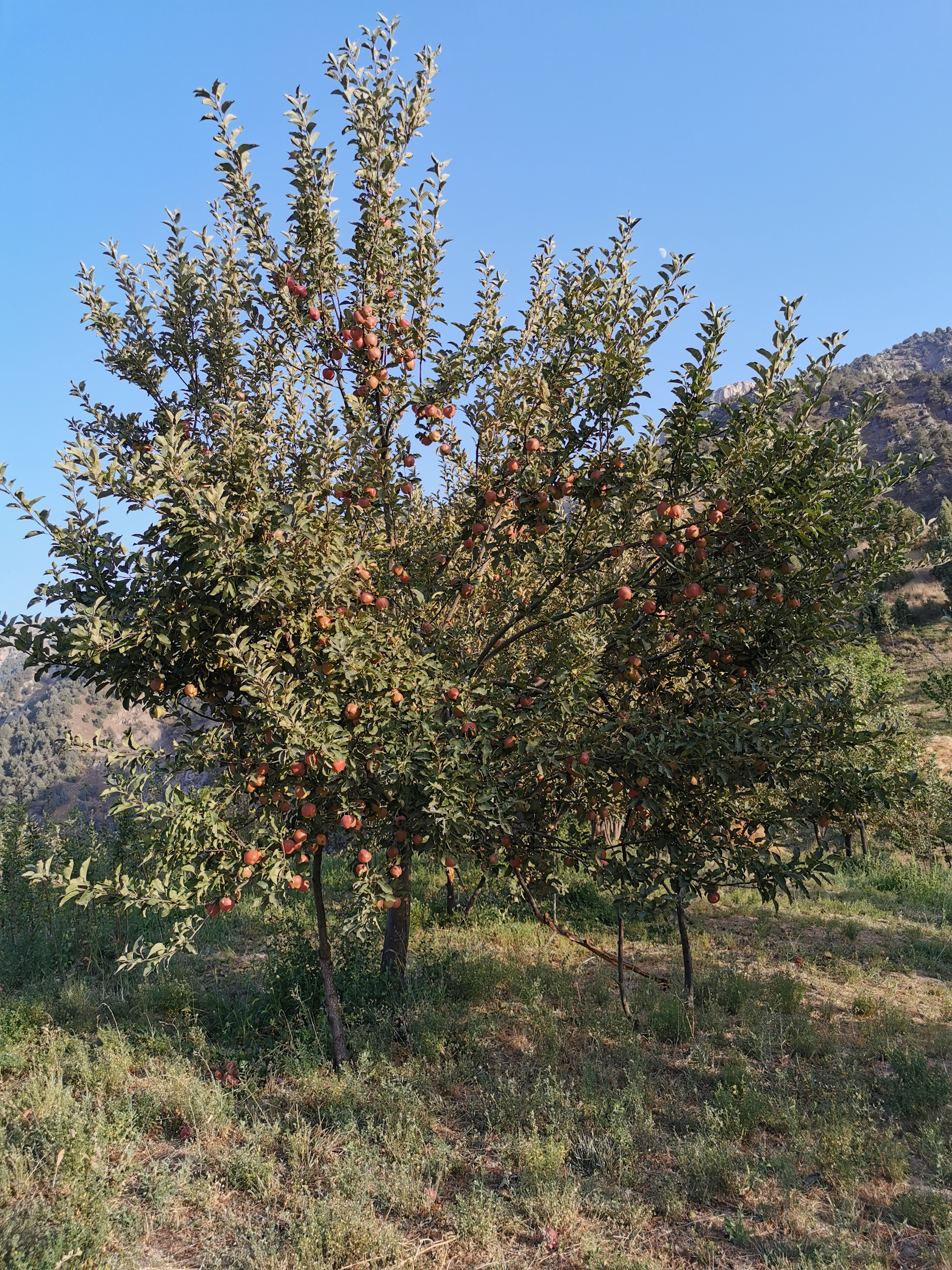
Яблоневый сад

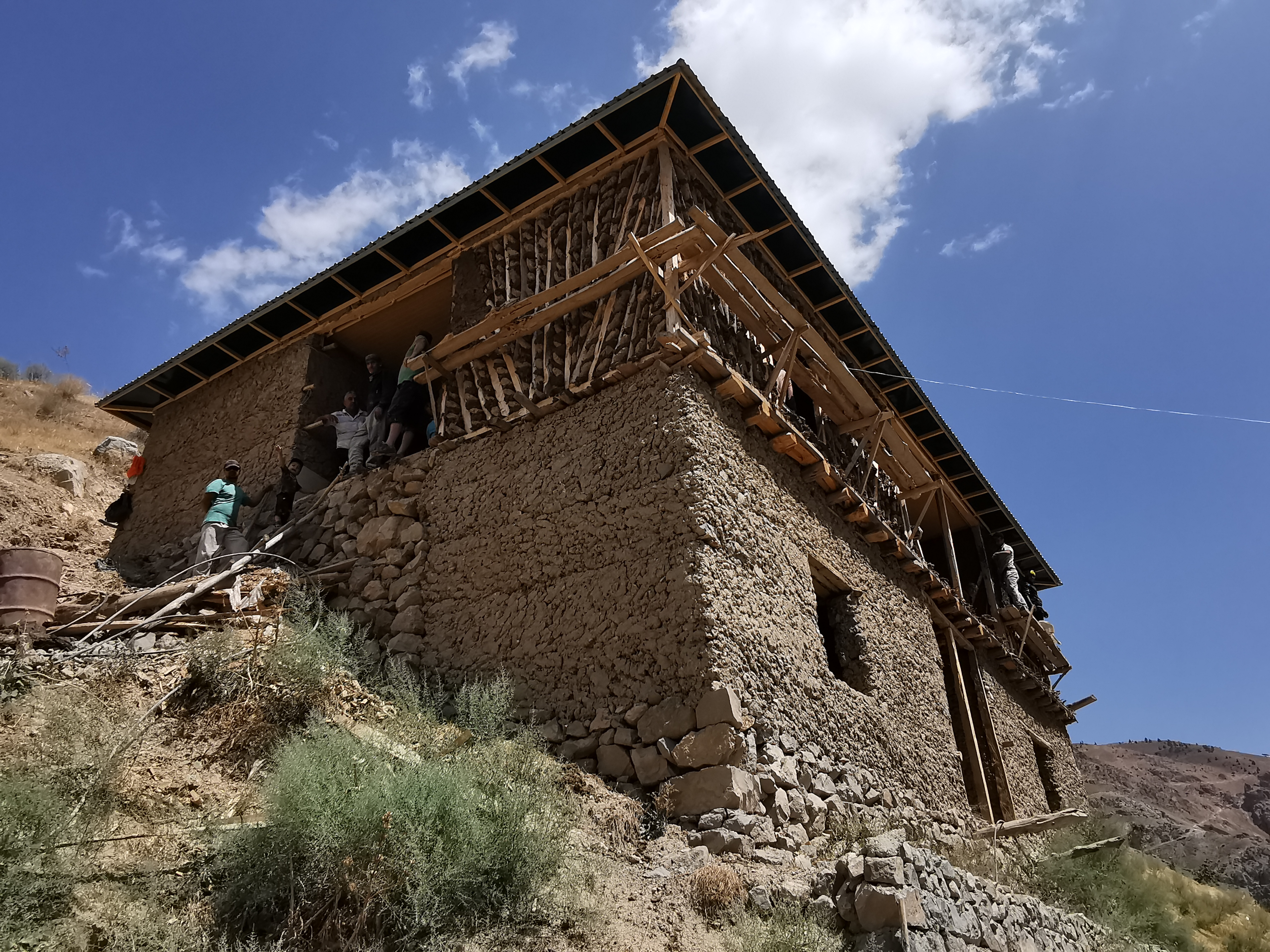
Строящийся дом

Люди живут за счет животноводства, сельского хозяйства, выращивания фруктов, садоводства и выращивания клевера. Преобладающий скот — козы, овцы, а также крупный рогатый скот, домашняя птица и пчеловодство также распространены. Ослы служат для перевозки как товаров, так и людей на пастбища, небольшие поля, сады и дома в отдаленных долинах. Яблоки являются основной плодовой культурой, дополняемой персиками, сливами и грецкими орехами.
Как и в других самых отдаленных горных селах Бойсунского района, таких как Алачапан, Курганча или Дугоба, в Дехиболо сохранилась оригинальная архитектура, где дома построены, за исключением крыш из профлиста, из местной древесины, камня и глины. Из-за нехватки воды, за которой надо ходить пешком, дома в селе оборудованы сухими туалетами. Приготовление пищи в основном осуществлялось на газовых плитах, с использованием 50-литровых баллонов со сжиженным газом, поставляемых в село из сервисного центра по хранению и распределению бытового газа в Дугобе.
По состоянию на 2024 год покрытие мобильной связи обеспечивалось через вышки сотовой связи на горе Бузраха на противоположной стороне долины реки Зервароз. Сигнал также достиг более высоких мест в долинах к востоку от Дехиболо, где летние дома не подключены к электросети, но автомобильные аккумуляторы, которые время от времени привозятся из деревни на ослах, служат для подзарядки телефонов и обеспечивают скромное освещение по вечерам.
В долине под деревней, чуть выше реки Зервароз и дороги на Курганчу, на высоте 1455 метров над уровнем моря, находится большой источник питьевой воды Холтан Чашма.

## Общественная жизнь и образование

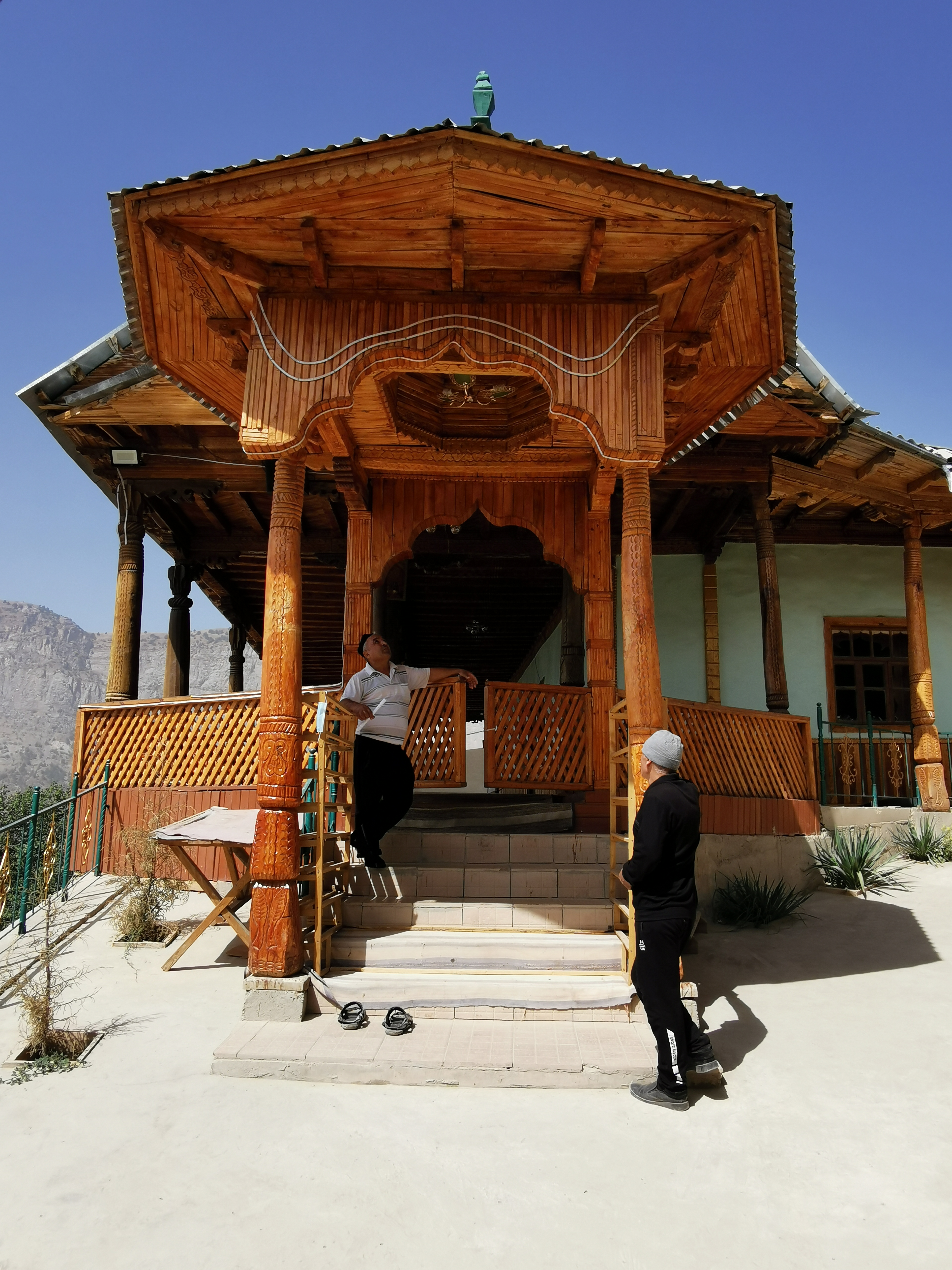
Вход в мечеть

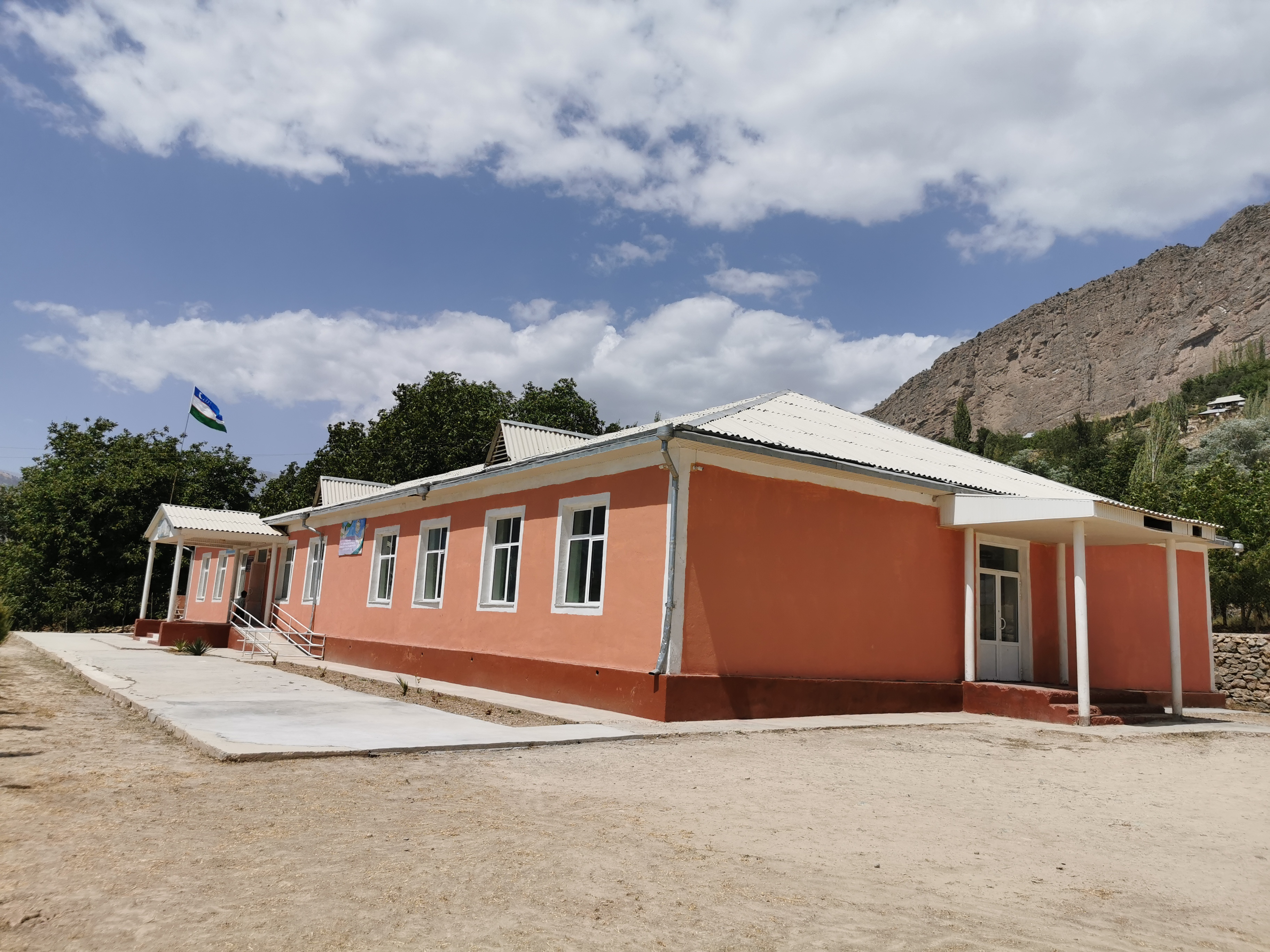
Школа

По состоянию на 2024 год в Дехиболо живет 987 жителей в 168 домохозяйствах.
В Дехиболо есть мечеть, построенная 150 лет назад. Она имеет название «Абу Ханифа» и зарегистрирована 31 марта 2021 года Департаментом юстиции Сурхандарьинской области. Мечеть была перестроена сельскими мастерами и мастером Ташмухаммадом до 2021 года. Колонны и потолок мечети сделаны из дерева, украшенного цветочной и орнаментальной резьбой. Кладбище Дехиболо расположено в восточной стороне деревни.
В Дехиболо также есть 11-летняя школа № 19 Бойсунского района. В августе 2021 года она была отремонтирована. В 2020/2021 учебном году в школе обучалось 224 ученика, обучение было разделено на 2 смены: утреннюю и дневную.

## Фотогалерея

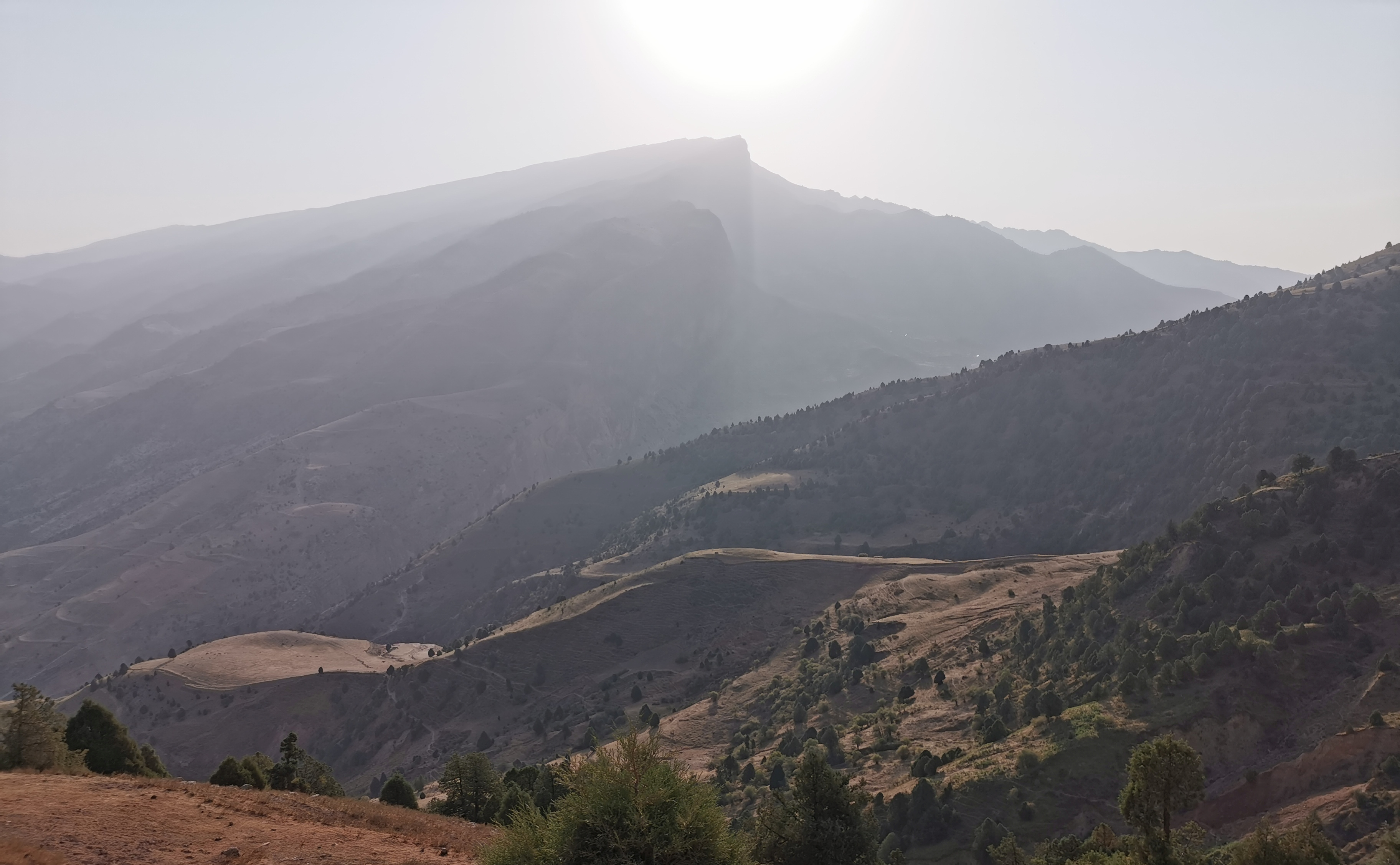
Восход солнца над горой Чульбаир
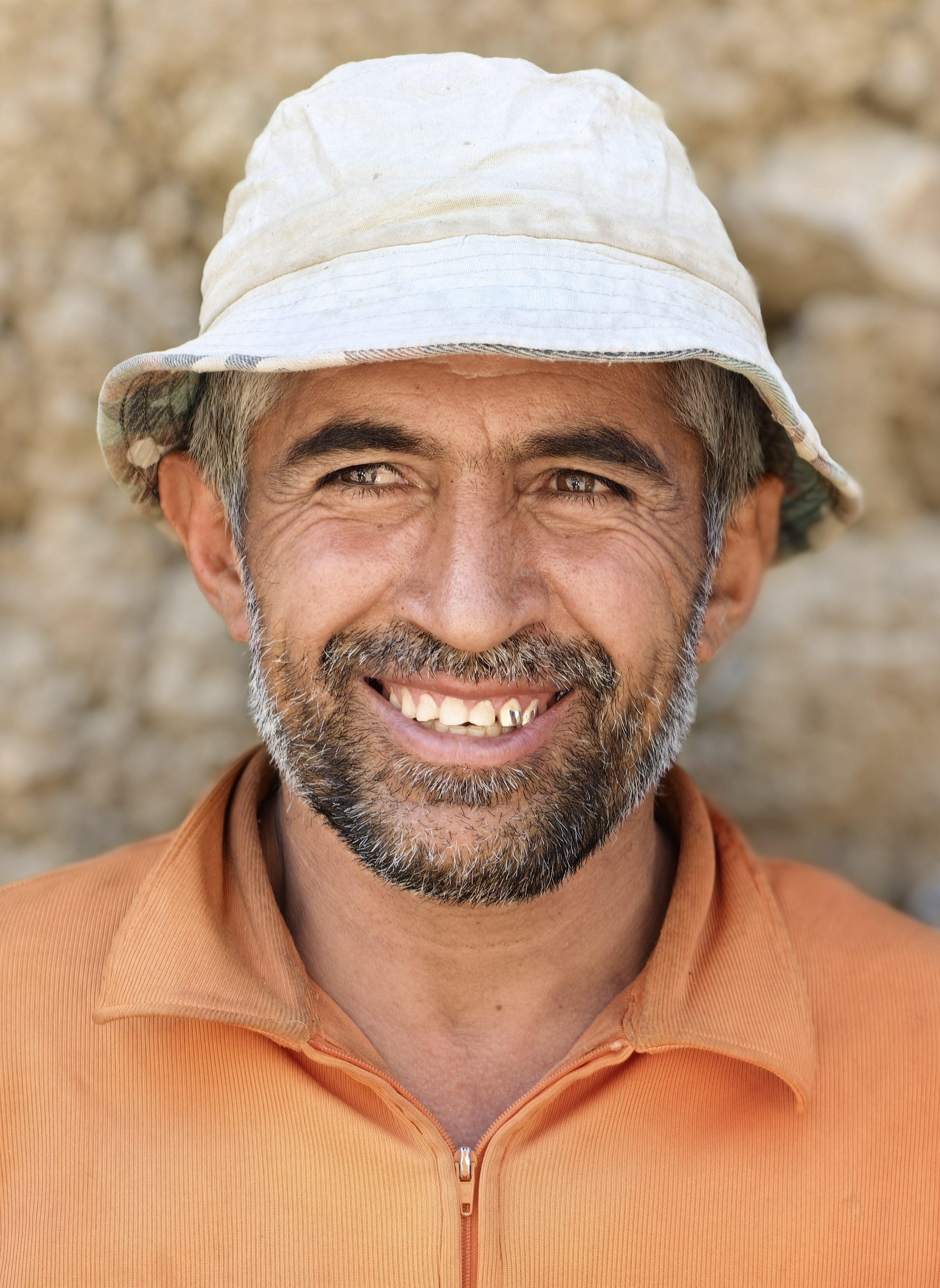
Мужчина из Дехиболо
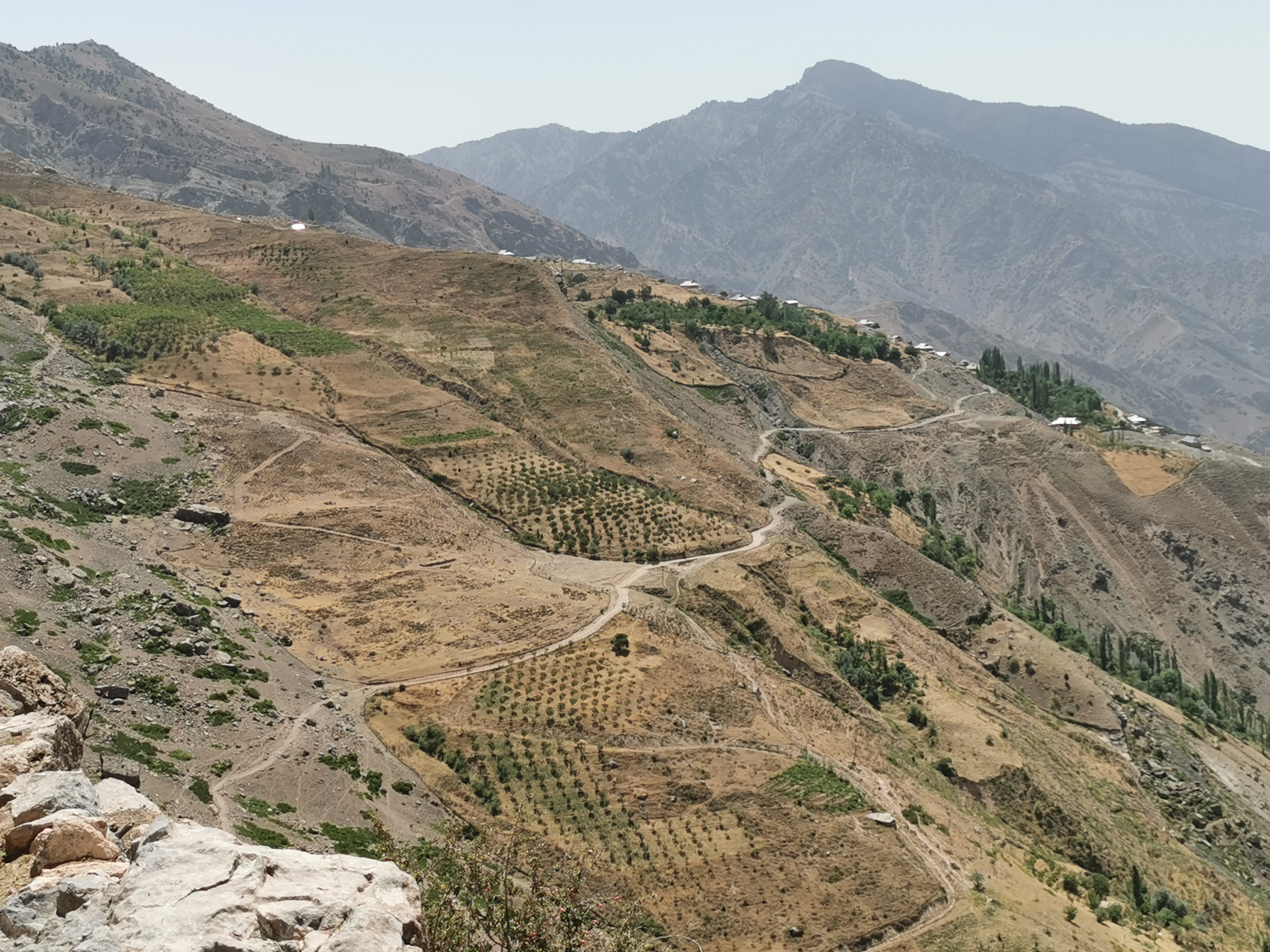
Деревня с запада
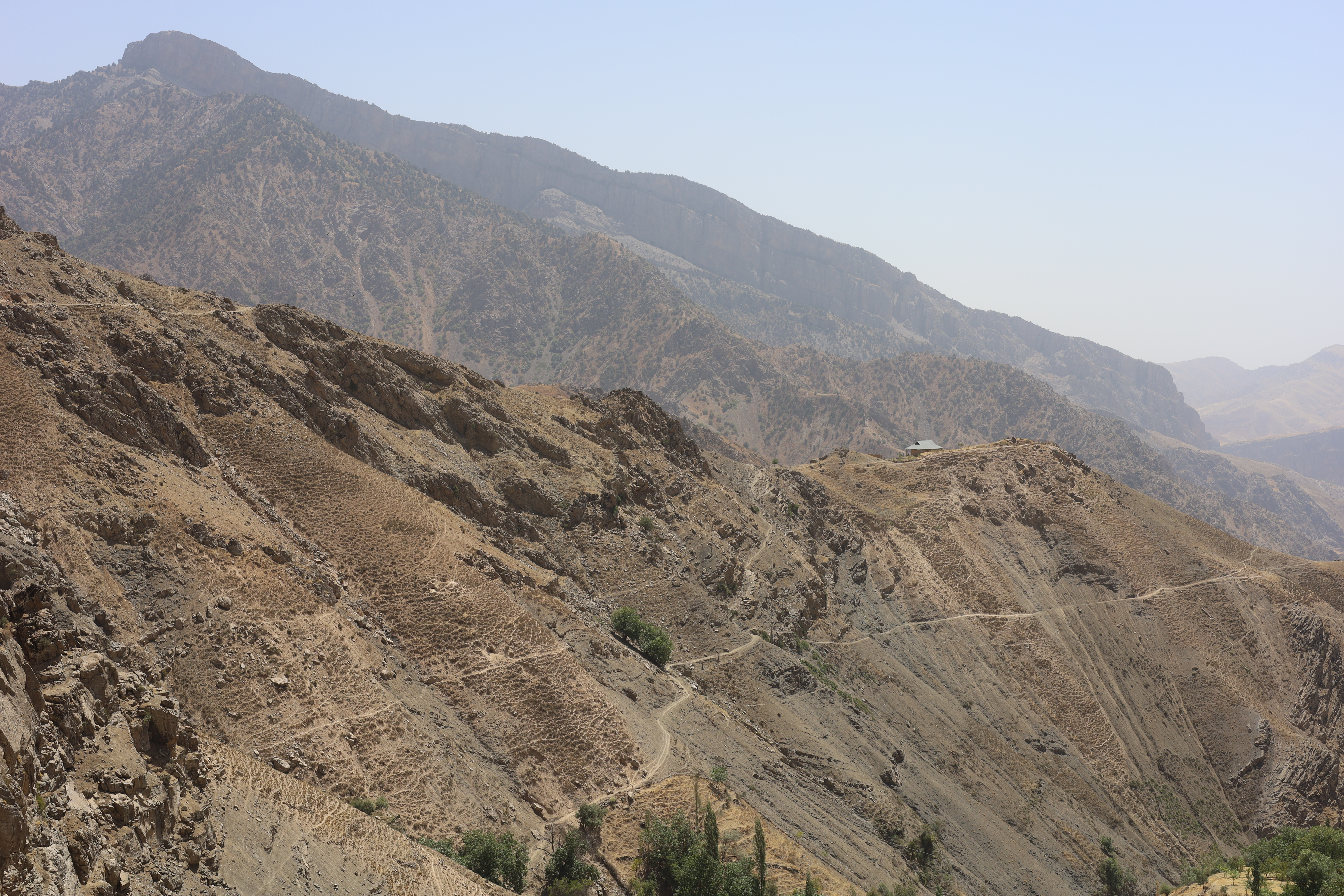
Вид на восток
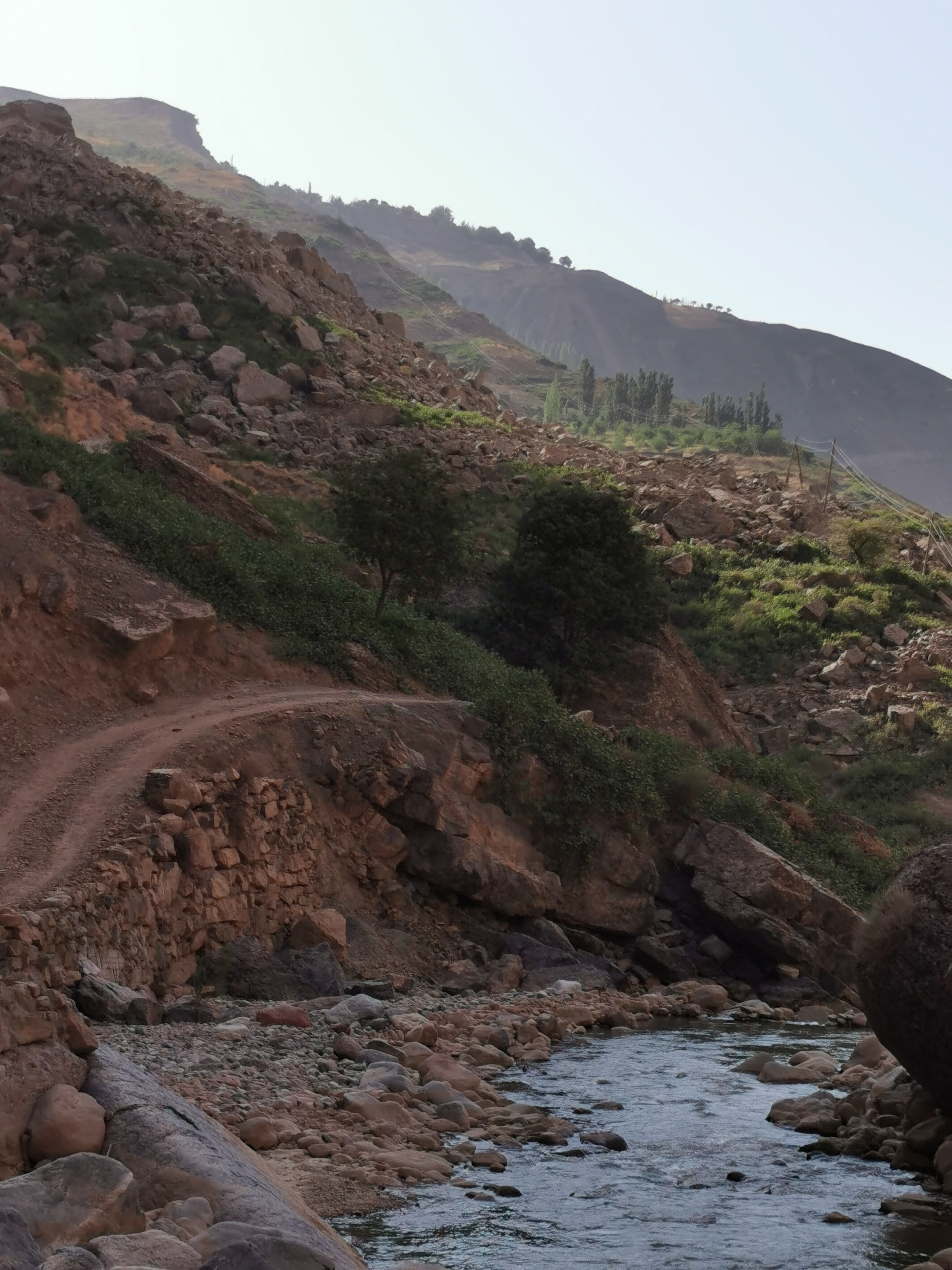
Река Зервароз
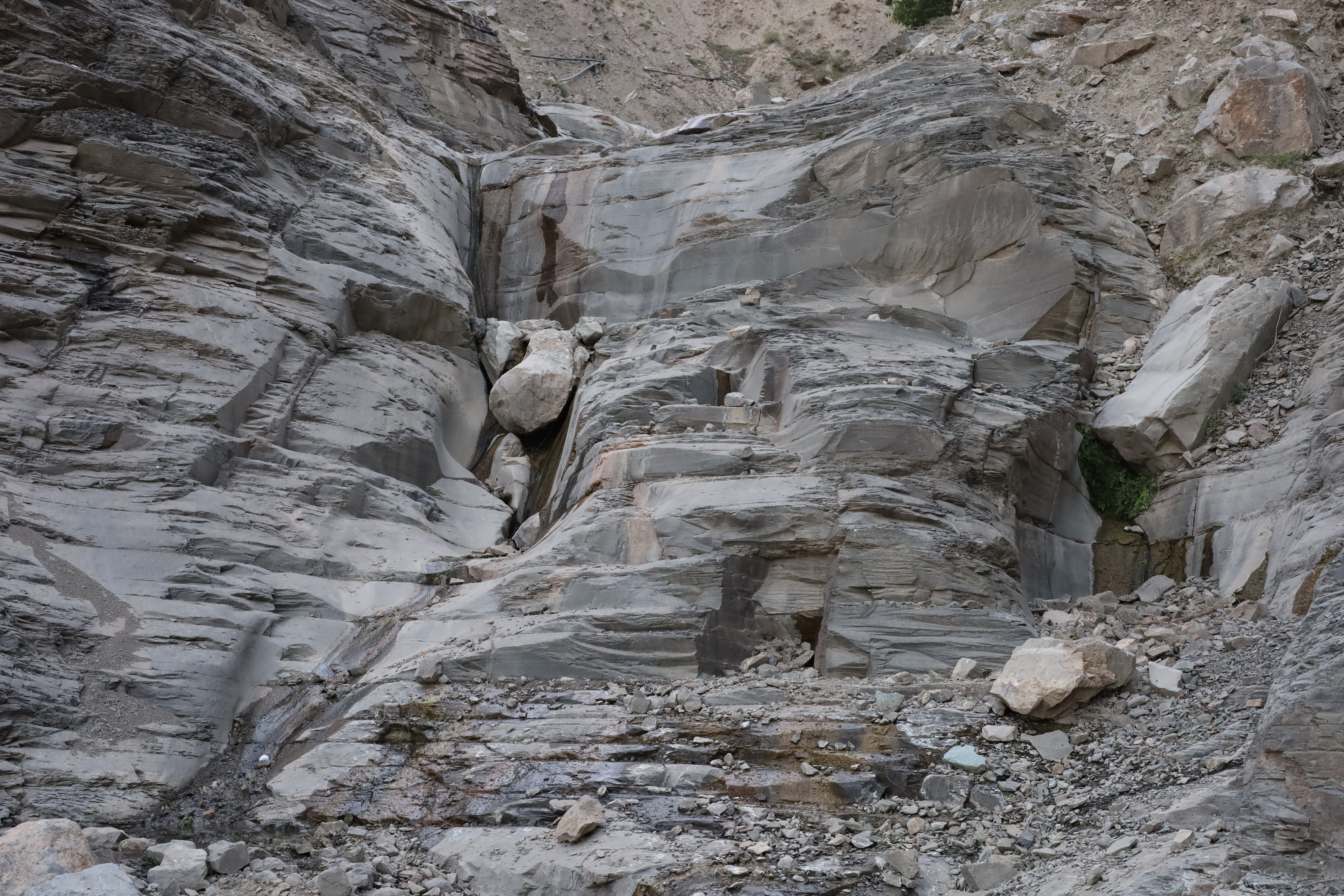
Скалистые пласты к востоку от деревни
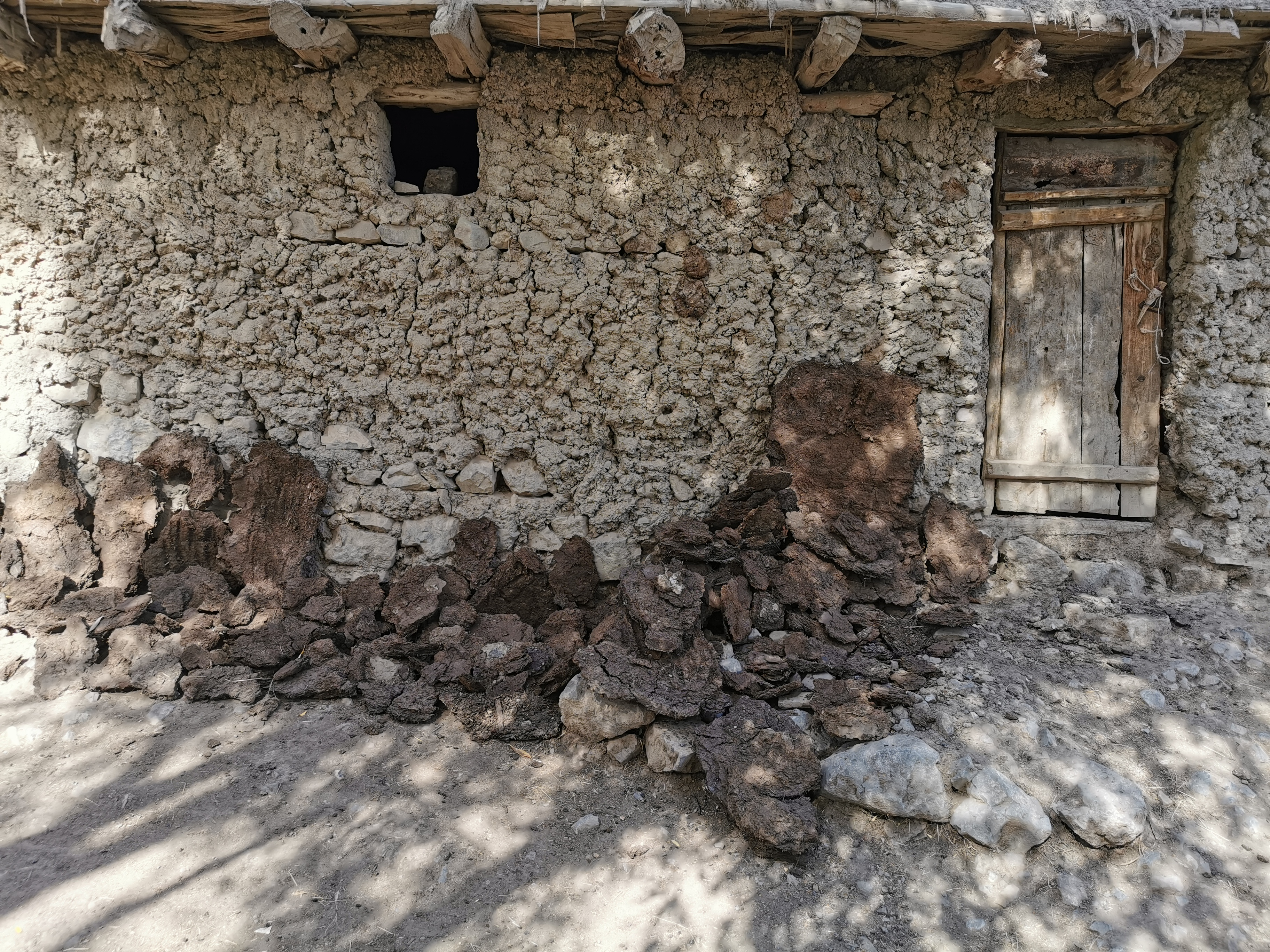
Сушка зимнего топлива
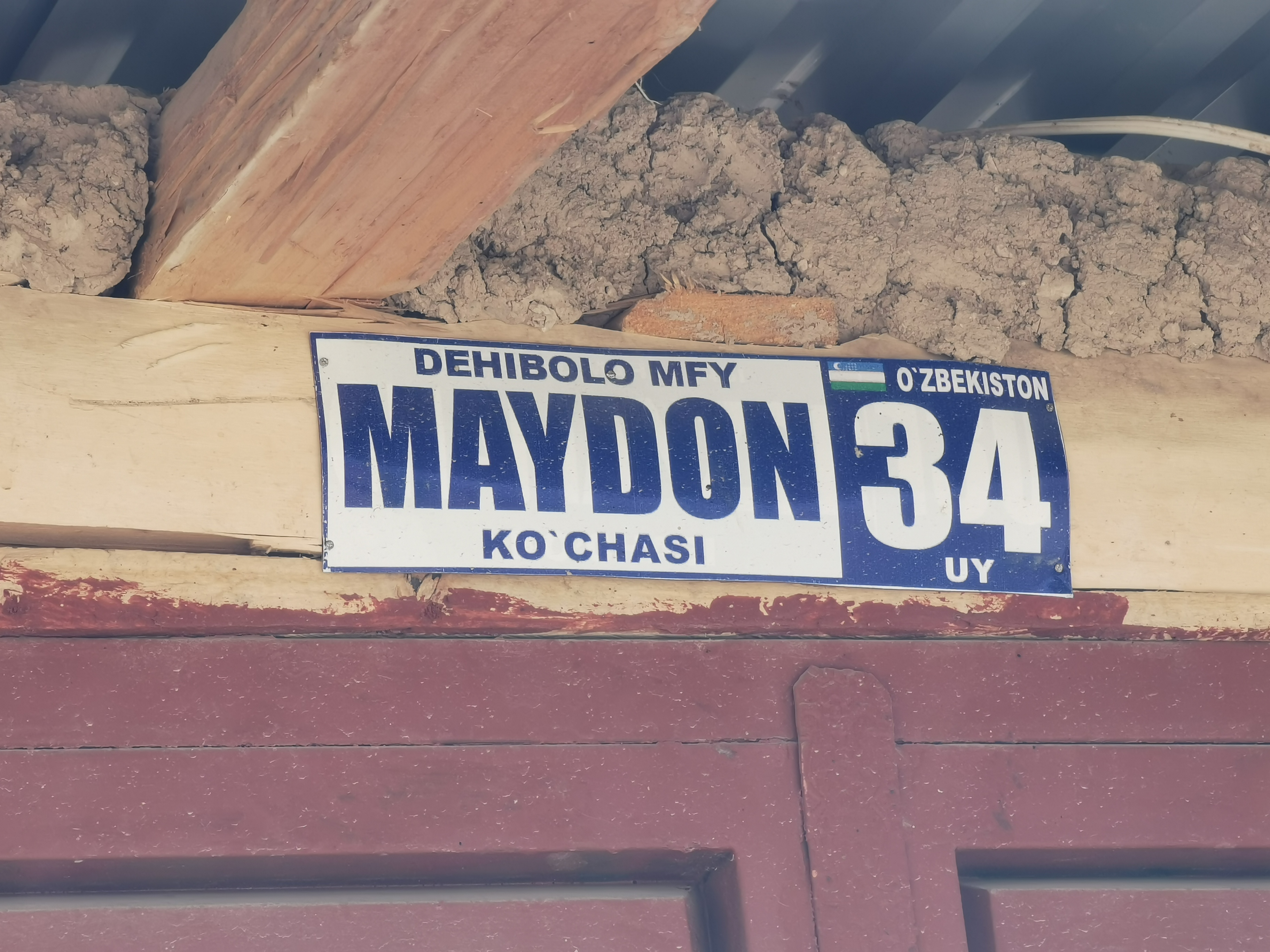
Домовой знак
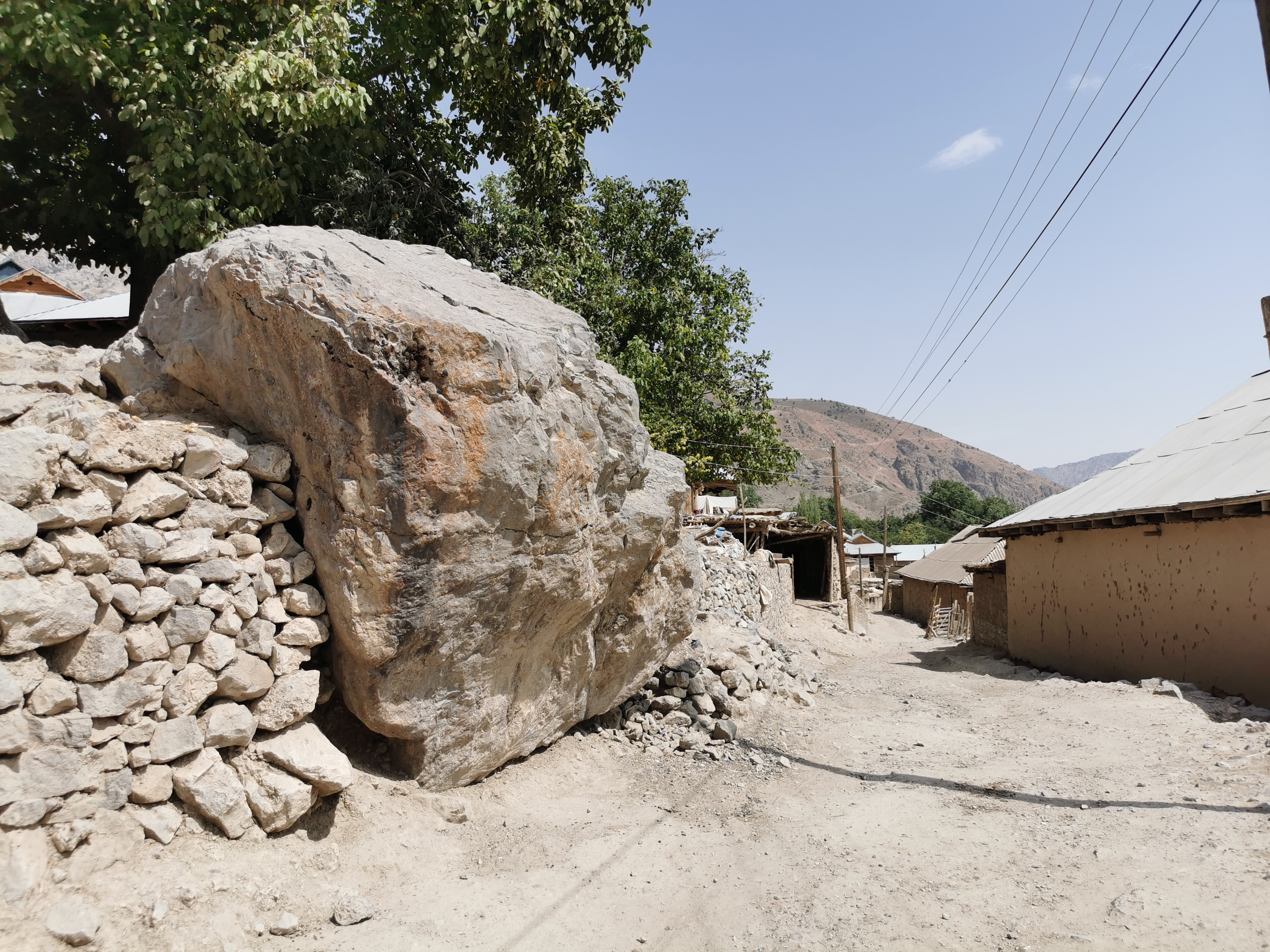
Улица с большим камнем
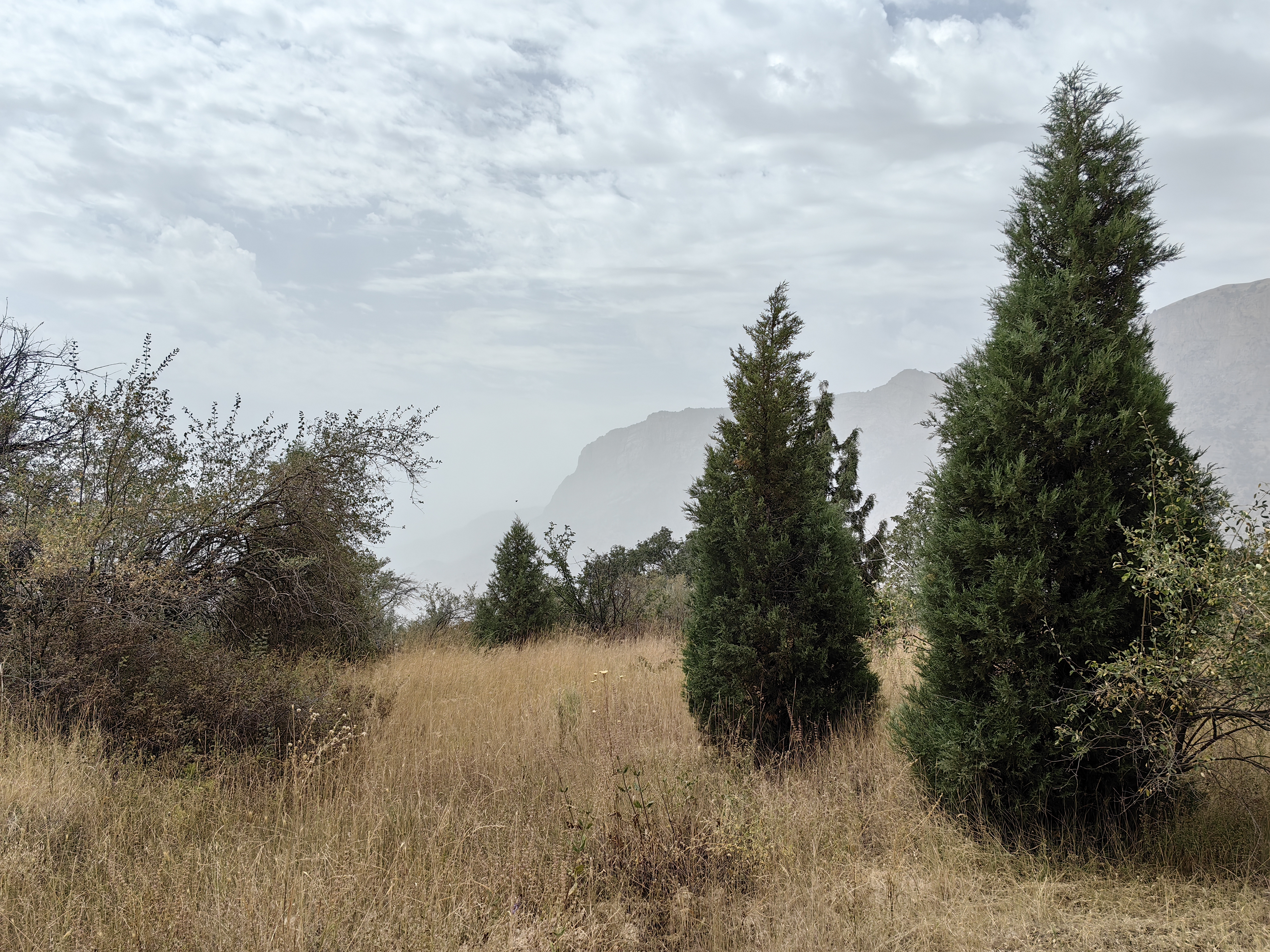
Кладбище
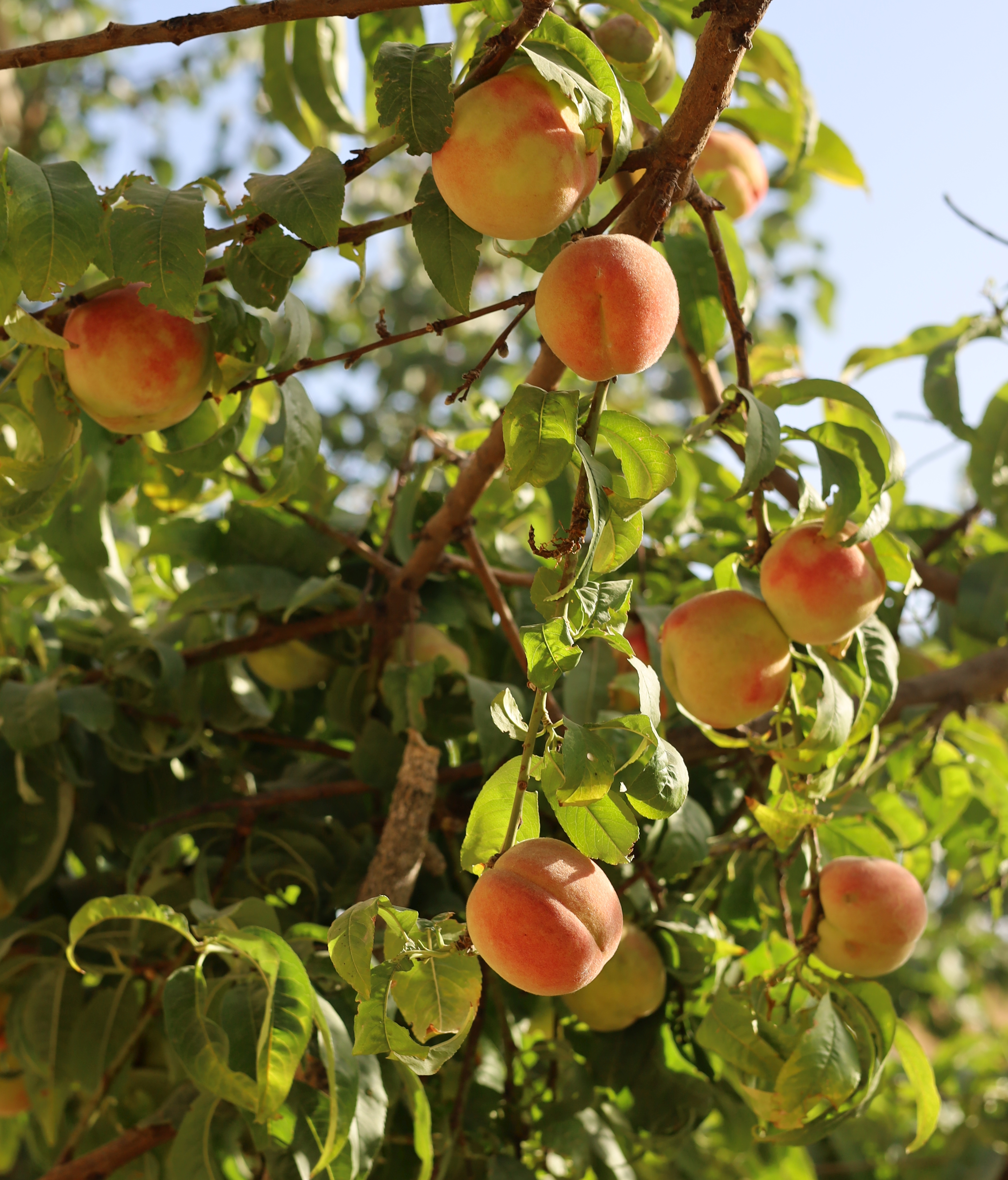
Персики
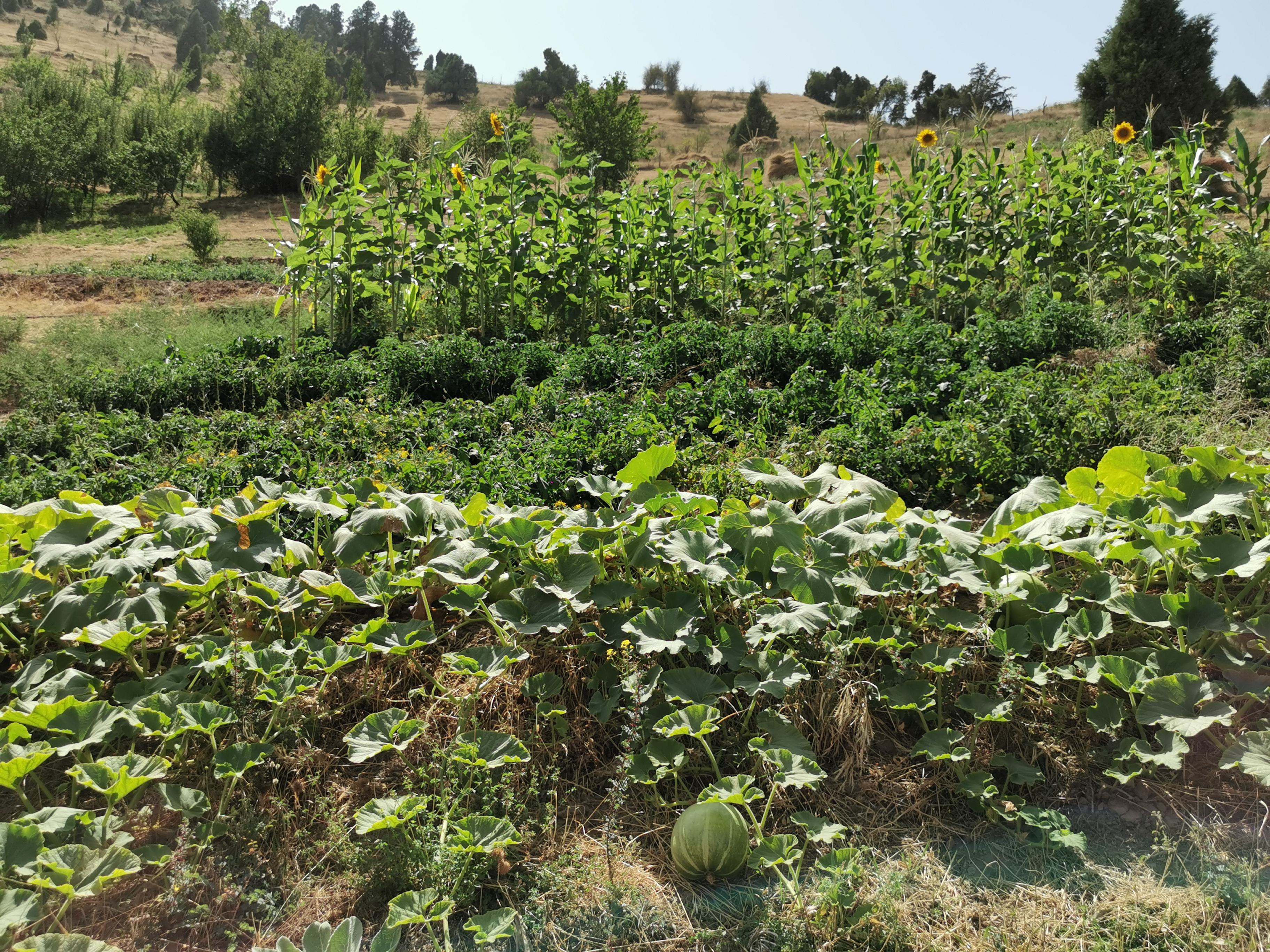
Овощное поле
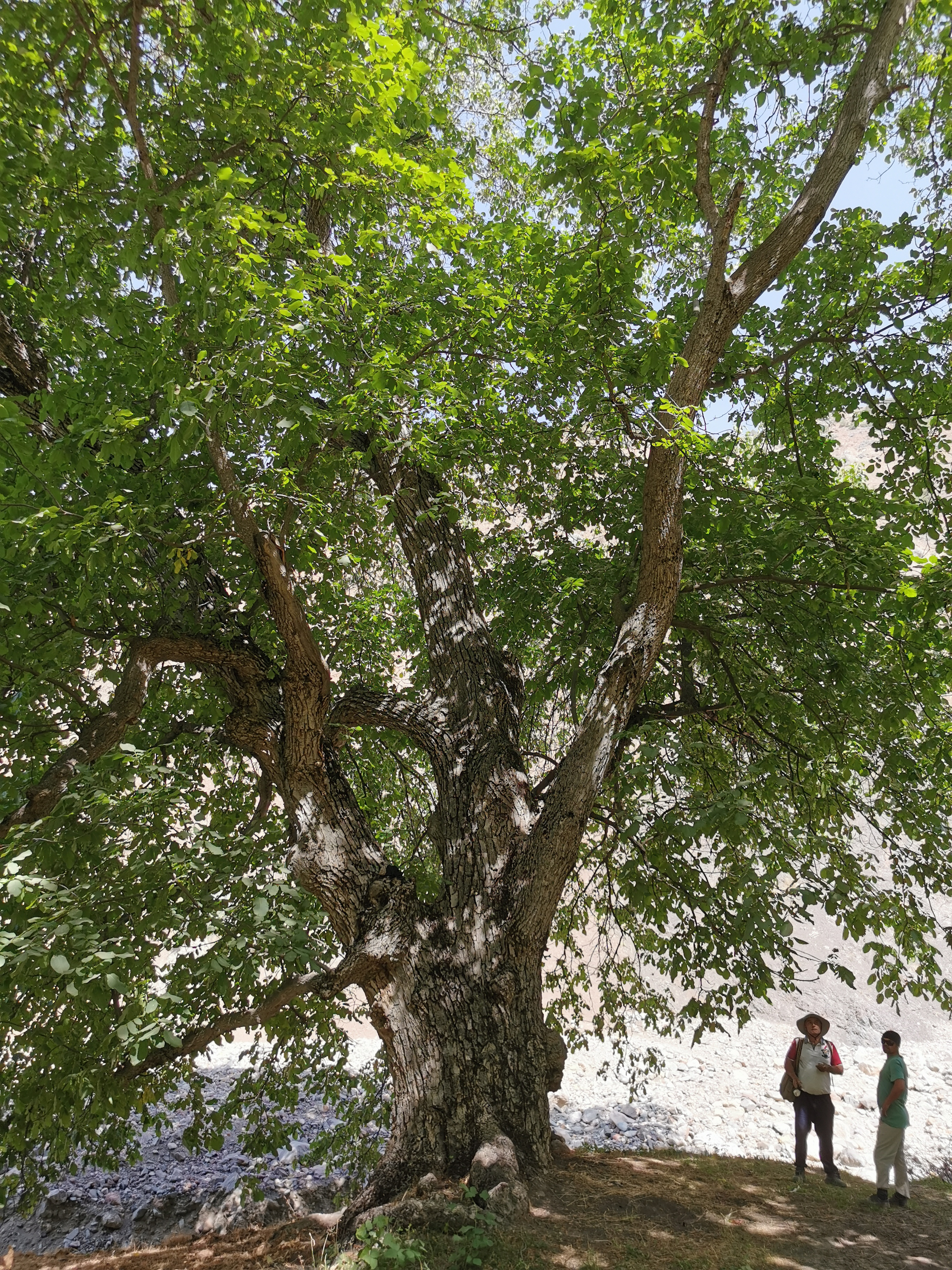
Ореховая роща
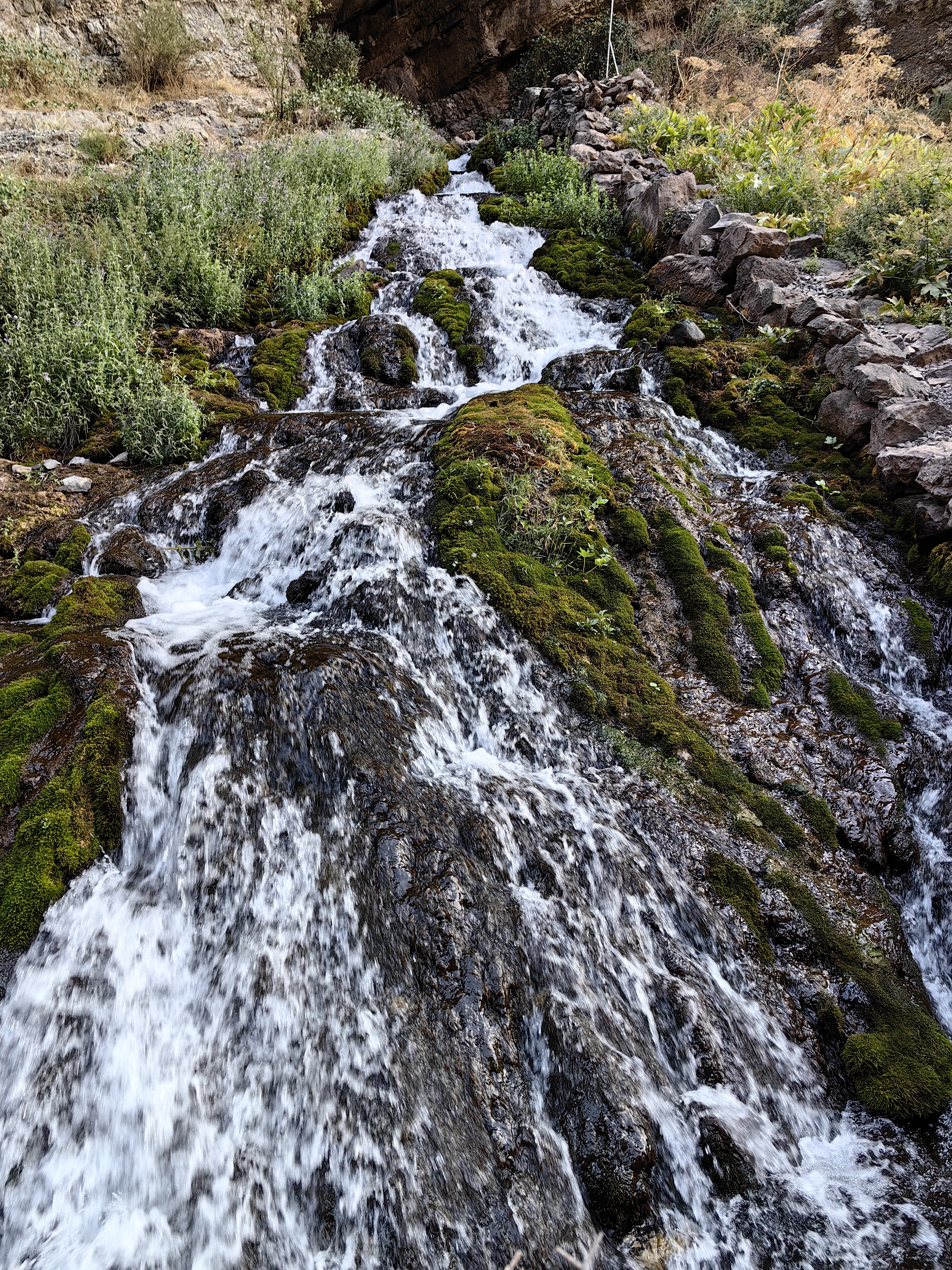
Источник Холтан Чашма
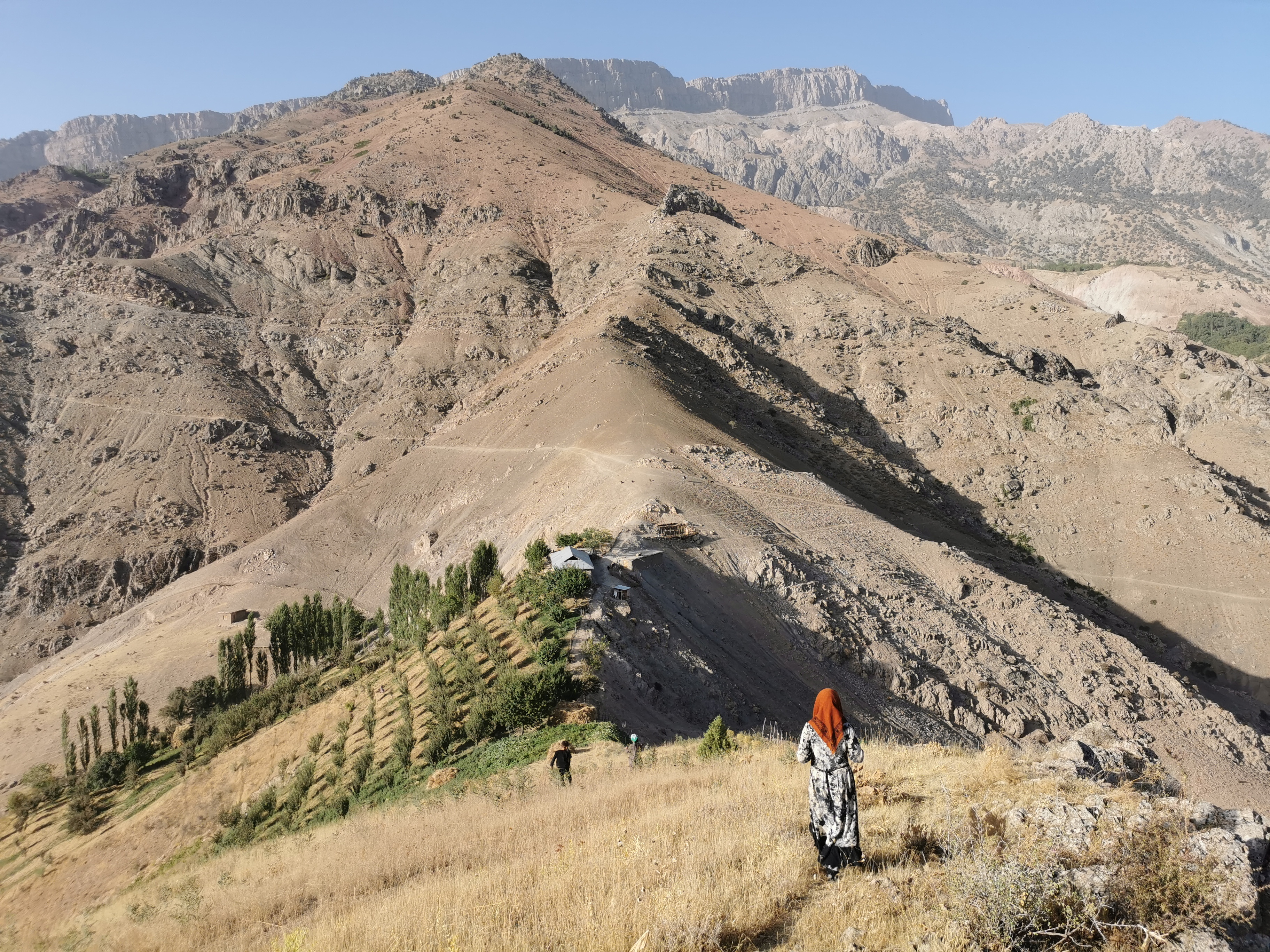
Одинокая ферма
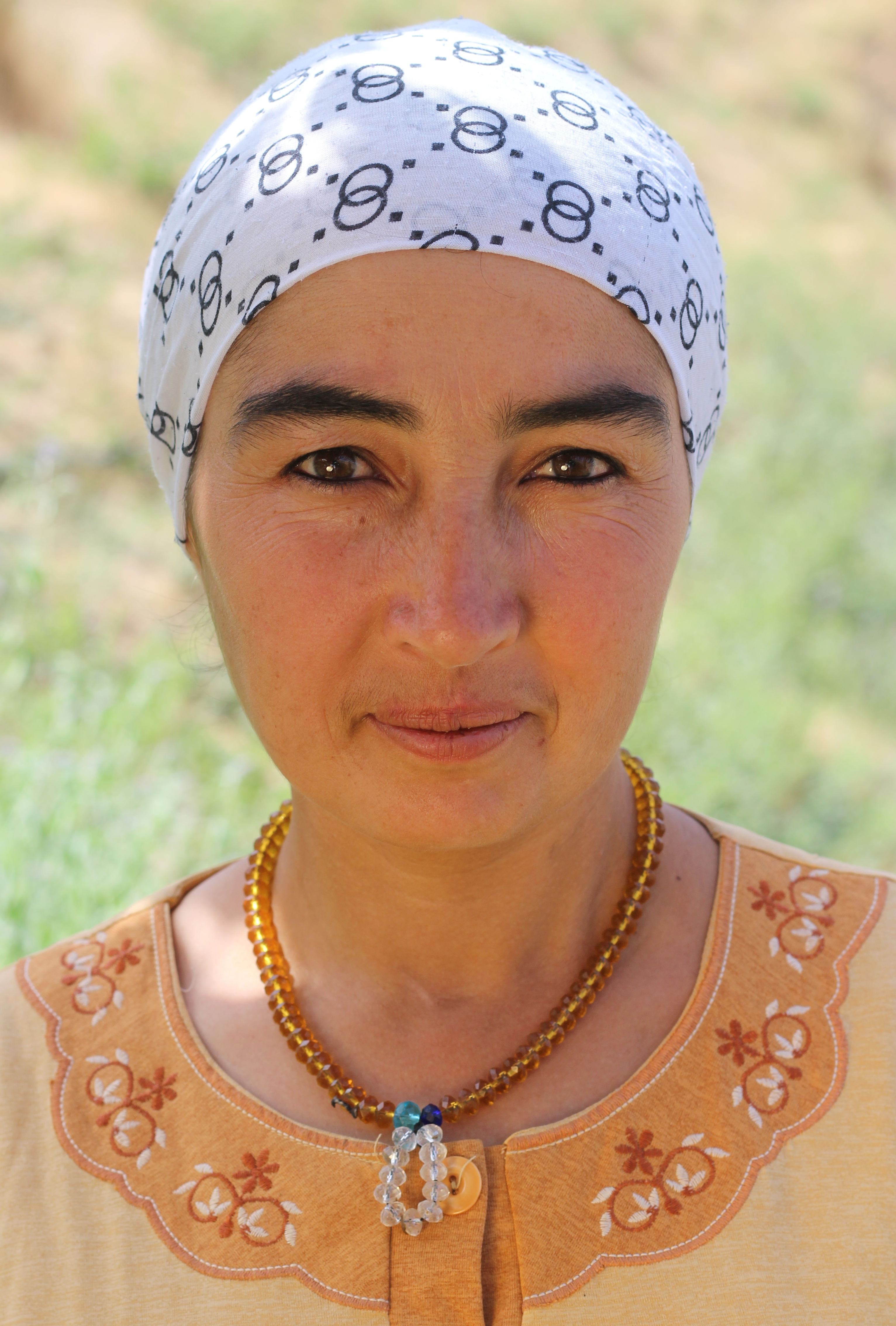
Женщина из Дехиболо

## Бой-Булок
В конце 1980-х годов Дехиболо был нанесен на карту мира как отправная точка к одной из самых глубоких пещер мира - пещере Бой-Булок, высота входа 2647 метров н.у.м.

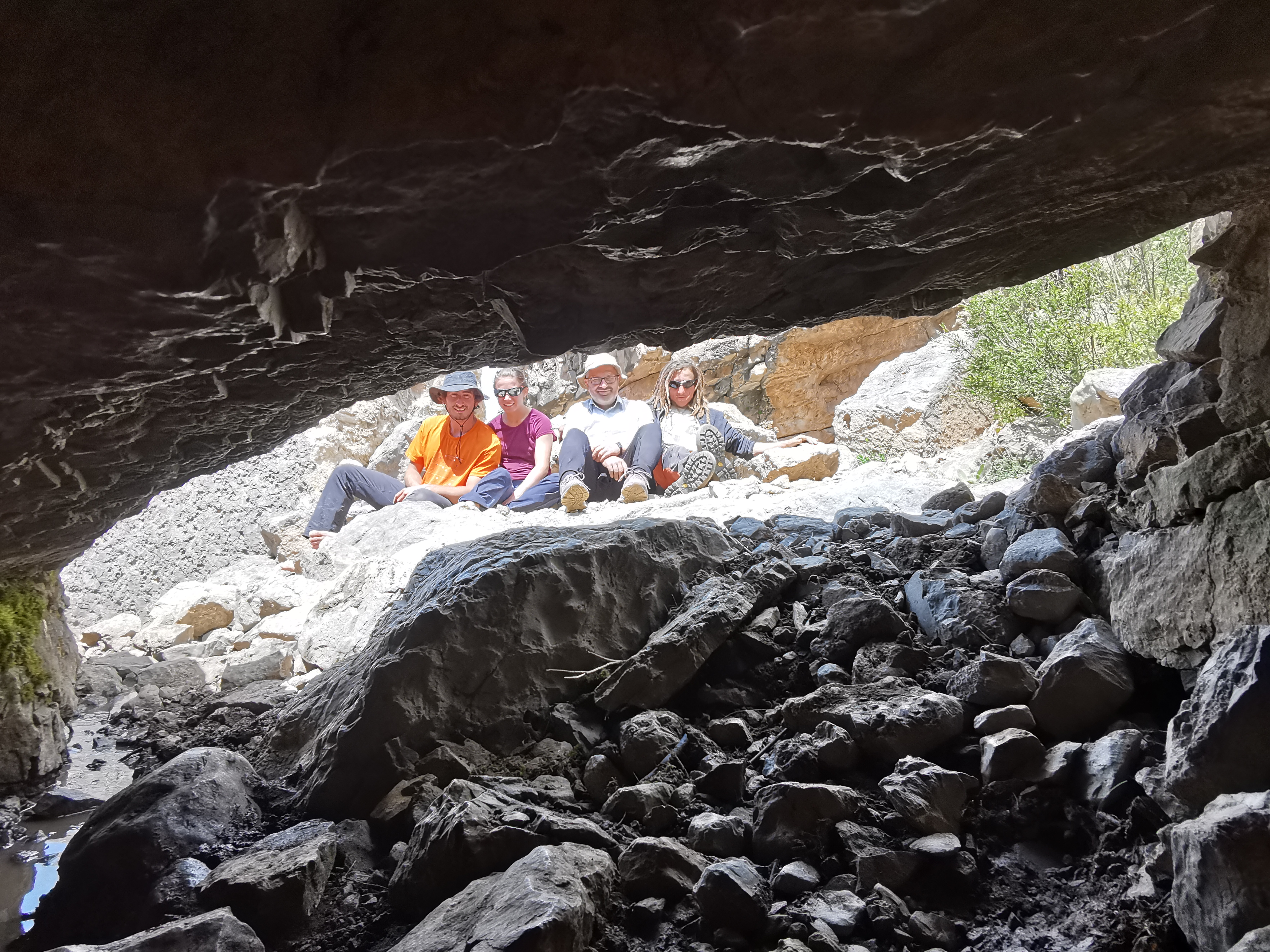
Вид из входа

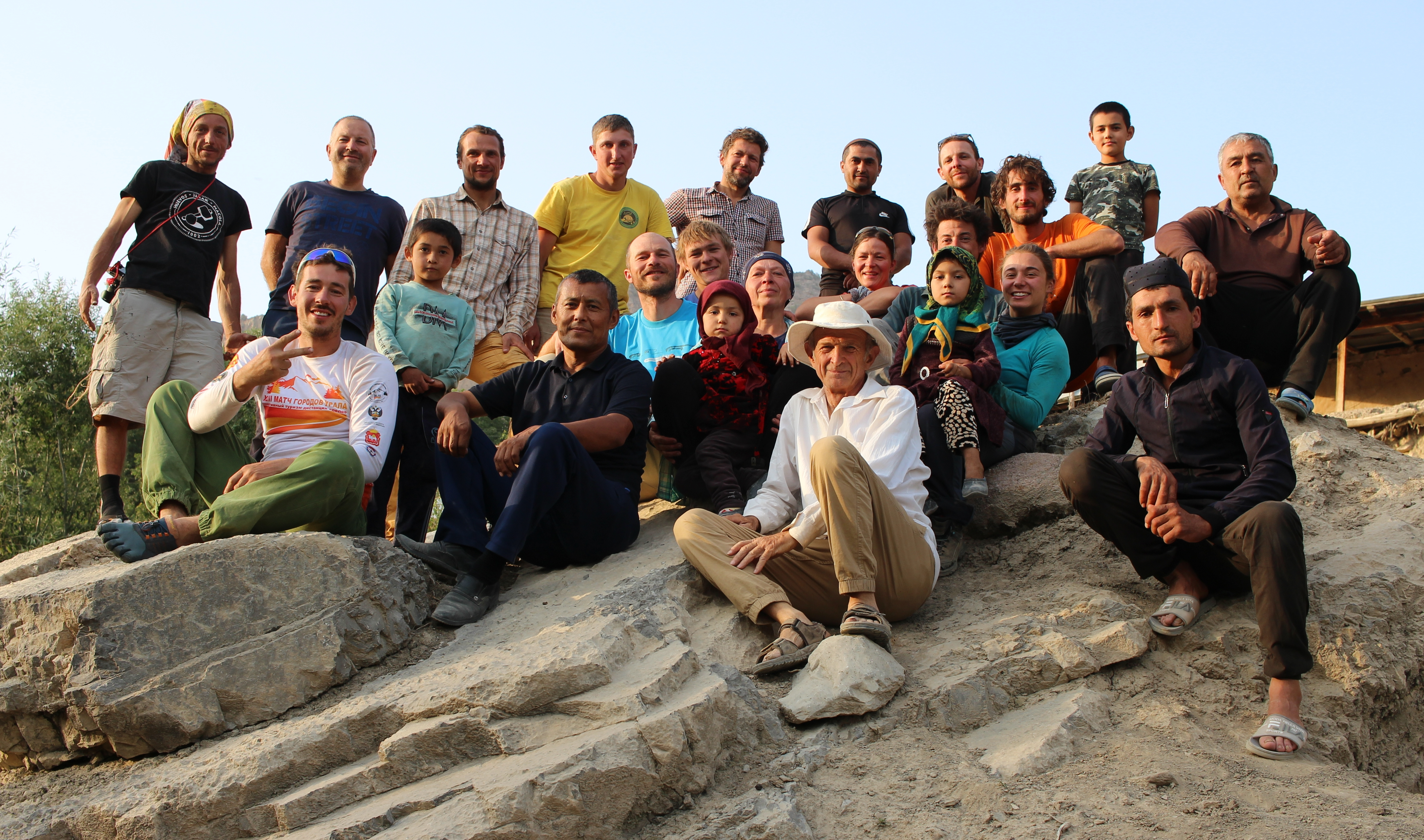
Участники экспедиции Бой-Булок 2021 в Дехиболо

В 1970 году Мустафо Холмоминов, фермер и народный целитель из Дехиболо, первый известный исследователь, отправился в пещеру (4-часовой поход) со своим сыном. До этого он посещал пещеру уже несколько раз. Мустафо зашел в пещеру один, но так и не вернулся. Ход пещеры труднопроходимый, поэтому несколько попыток найти его в последующие годы не увенчались успехом. В 1985 году группа российских спелеологов из состава большой уральской экспедиции, разведывала окрестности в поисках новых пещер. В Курганче им рассказали историю Мустафо, они отправились в Дехиболо и далее в пещеру. После узкого и длинного входного меандра, протяженностью 600 метров, они достигли колодца глубиной 27 метров и на его дне обнаружили останки Мустафо. В последующие годы каждое лето проходили крупные экспедиции Екатеринбургского спелеоклуба - СГС с участием других клубов Урала, итальянских и британских спелеологов. В 1987 году останки Мустафо были возвращены его семье, а в 1992 году была достигнута амплитуда (разница между самой высокой и самой низкой точкой пещеры) в 1415 метров (1158 метров вниз, 257 метров вверх). Это сделало пещеру самой глубокой пещерой в Центральной Азии.
События, последовавшие за распадом Советского Союза в 1991 году и закрытием южного Узбекистана для иностранцев из-за пролетов американских военных самолетов с авиабазы Карши-Ханабад (150 км к северо-западу от Дехиболо) с 2001 по 2005 год во время войны в Афганистане затруднили дальнейшие спелеологические работы в Бой-Булоке. Фокус экспедиций СГС и АСУ в Узбекистан, возобновившихся в 2007 году, сместился с Чульбаира на соседний горный хребет Ходжа-Гур-Гур-Ата. В 2015 году часть такой экспедиции обследовала хребет Чульбаир над Дехиболо снизу и с края хребта и обнаружила несколько пещер, из которых самая перспективная имела вход на высоте 2522 метра. Позже она была названа в честь Александра Вишневского, руководителя наибольшего количества экспедиций в Бой-Булок в предыдущие годы, и до 2024 года пещера была исследована до глубины 1283 метра. В 2021 году амплитуда Бой-Булока была увеличена до 1430 метров, а в 2023 году — до 1517 метров. Это сделало Бой-Булок одной из самых глубоких пещер в мире. Большое значение для Дехиболо имеет тот факт, что пещеры Бой-Булок и Вишневского принадлежат к одной карстовой системе (расстояние между пещерами составляет менее 100 метров). Соединение двух пещер приведет к появлению пещеры глубиной 2033 метра, которая станет, по состоянию на 2024 год, третьей по глубине пещерой в мире.

## Фотогалерея пещеры Бой-Булок

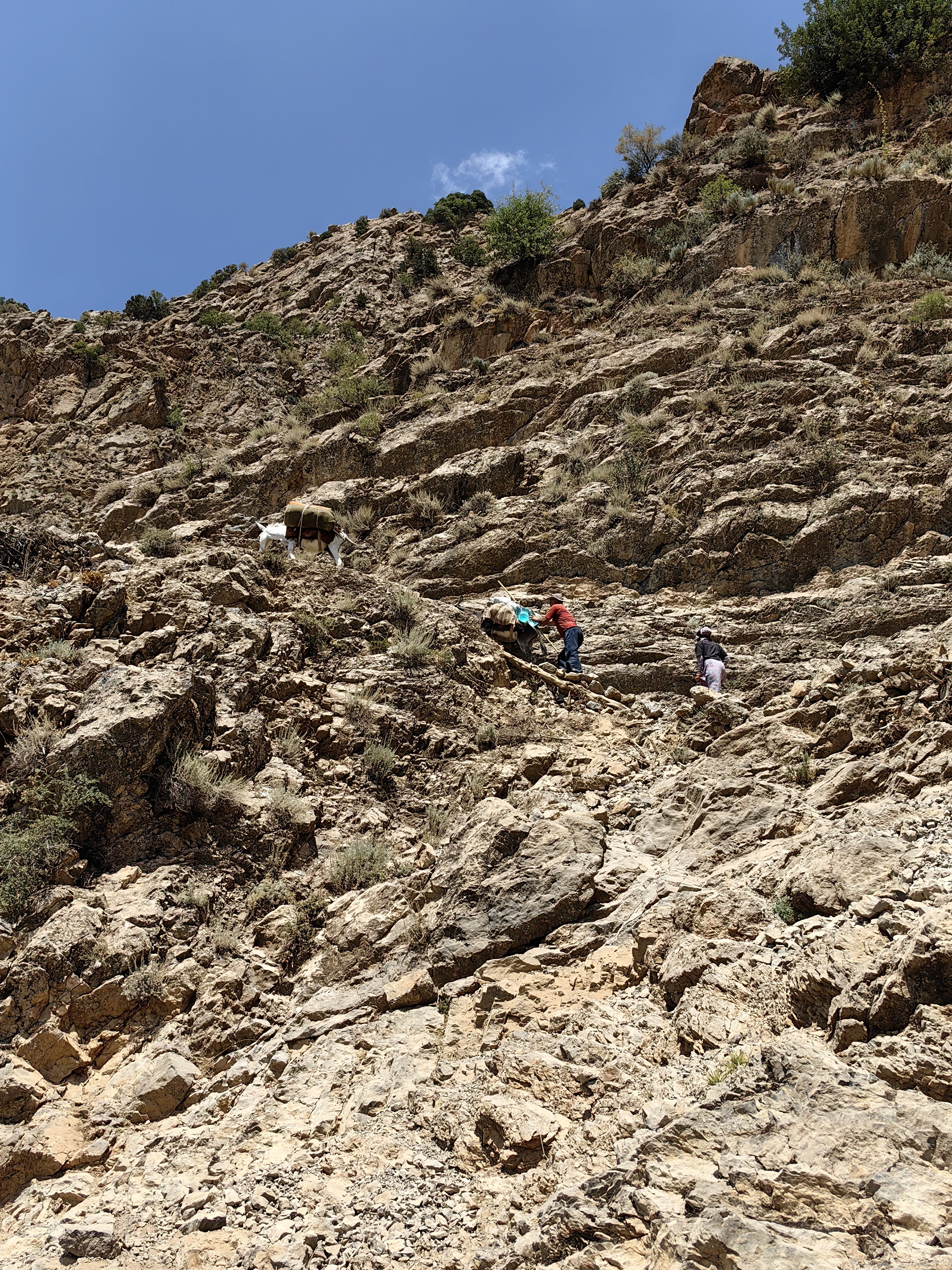
"Верхнее шато" - тропа к пещере
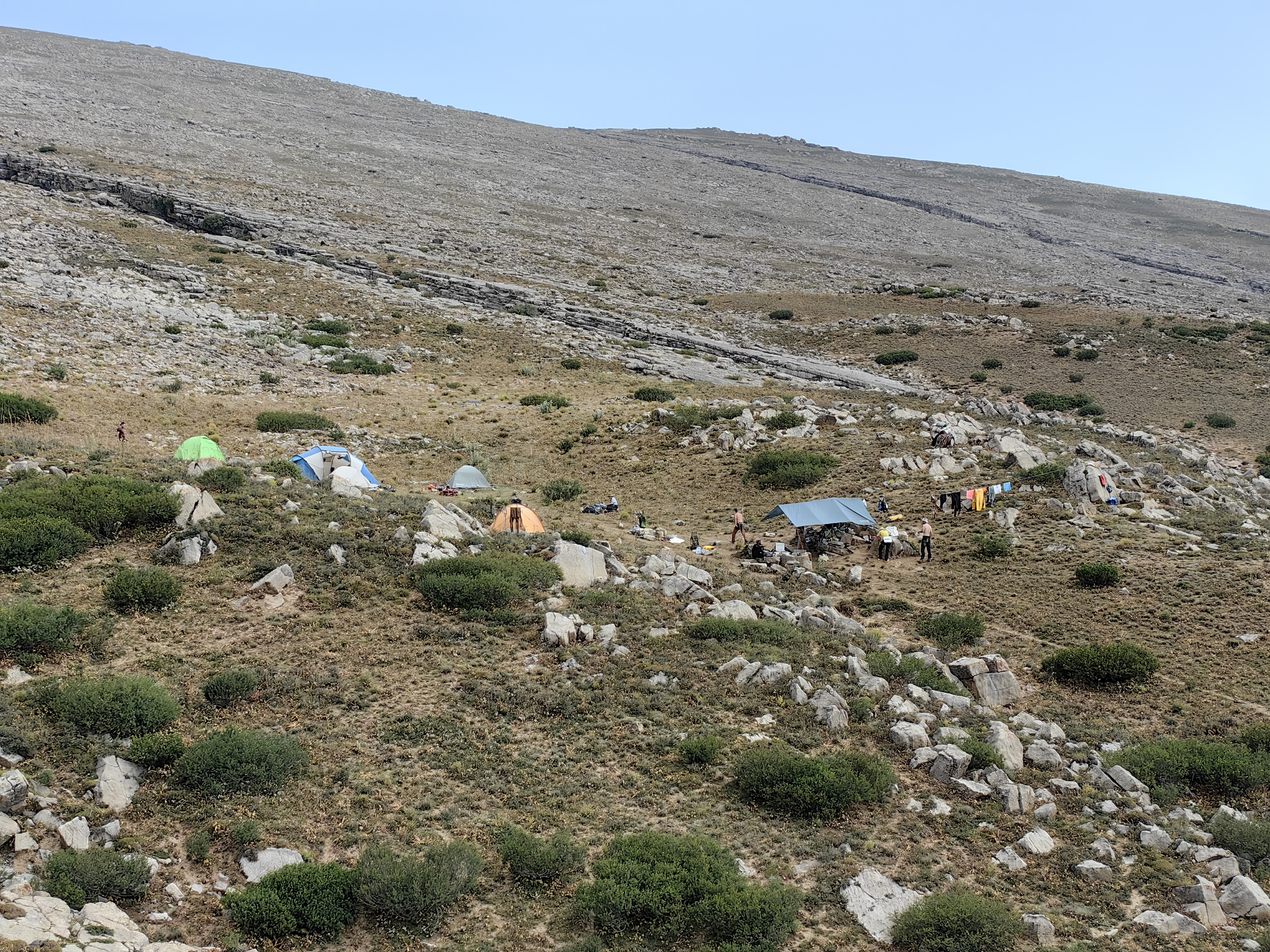
Лагерь экспедиции
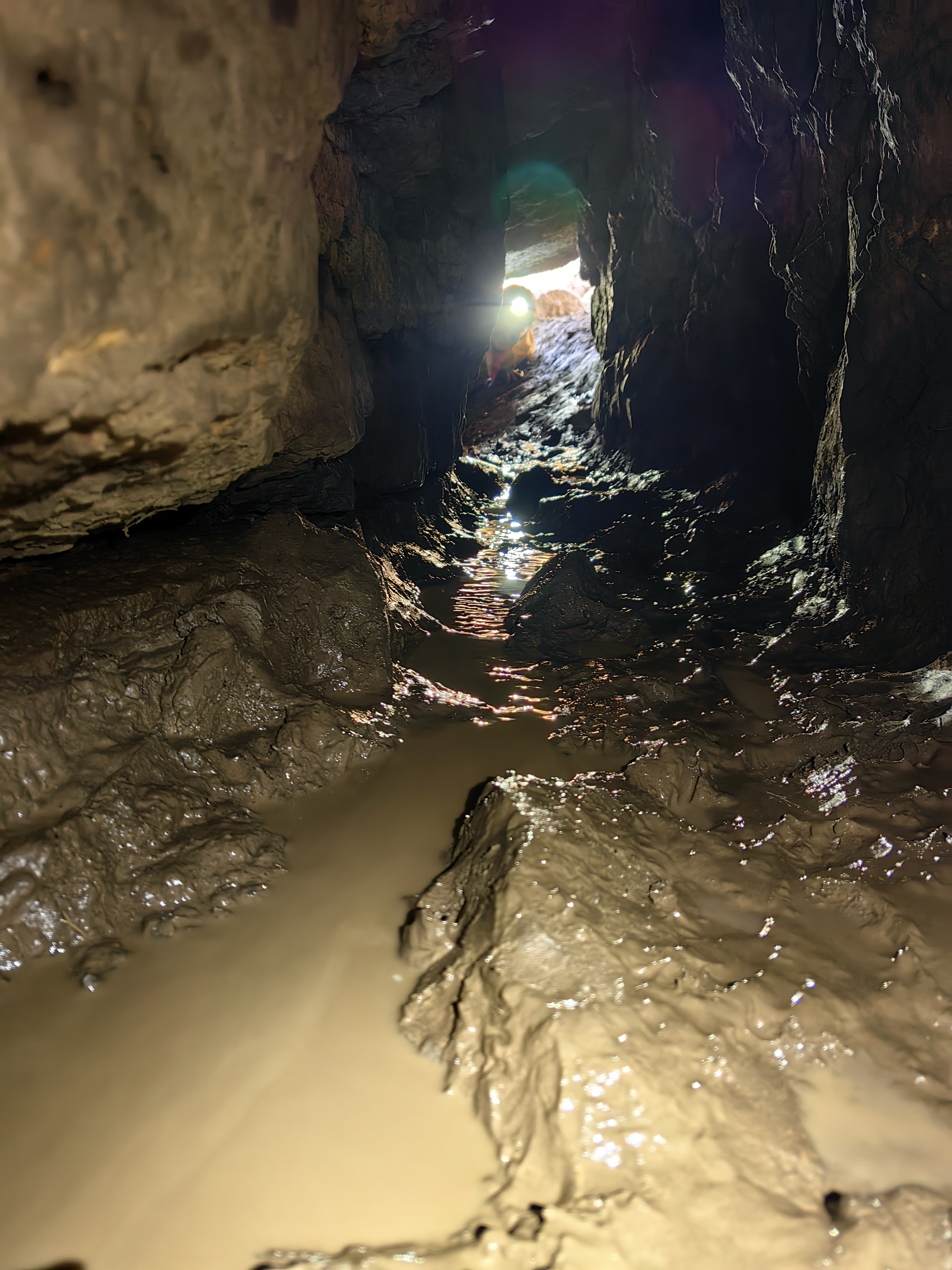
Входная часть пещеры
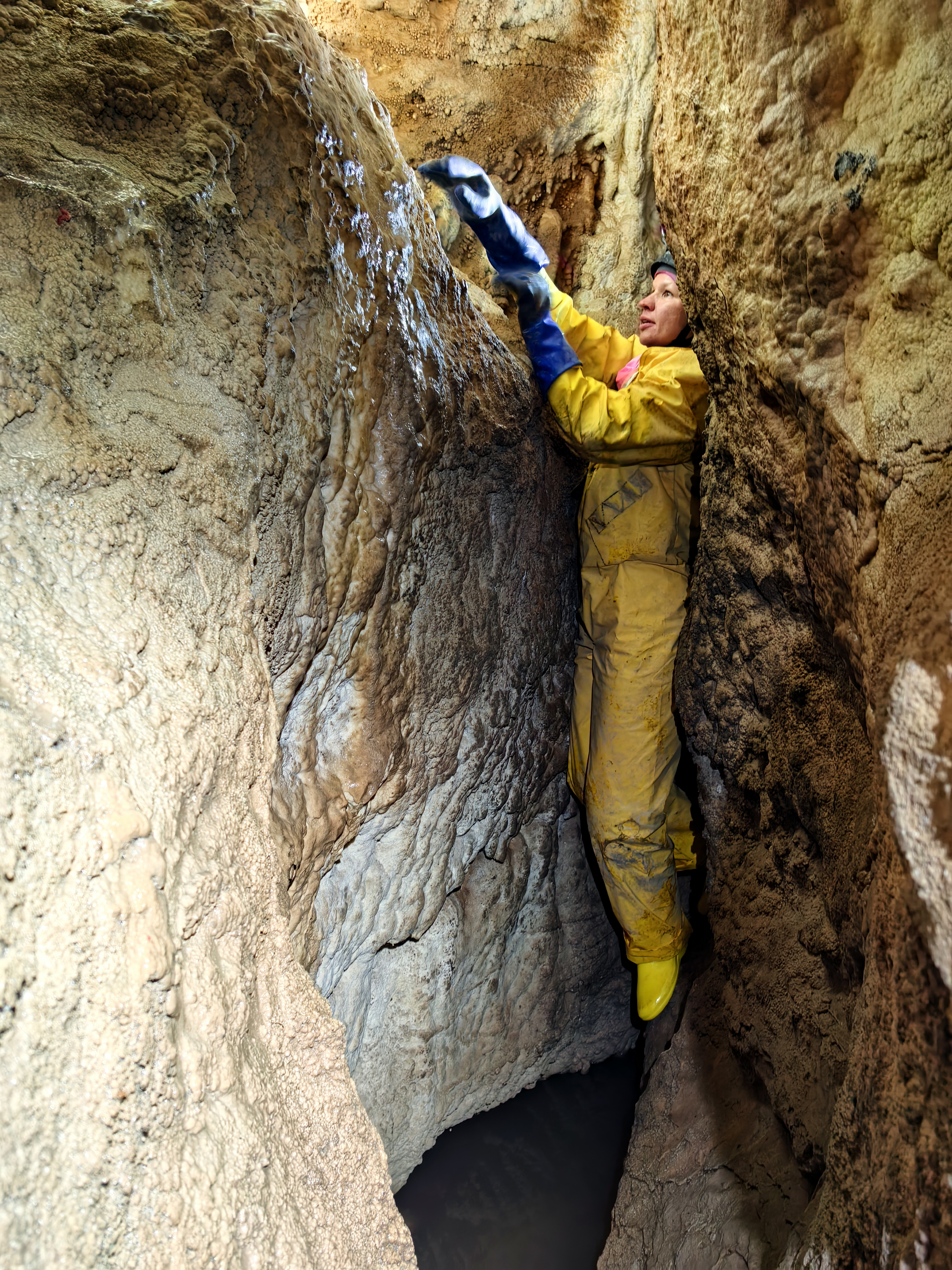
Дно меандра
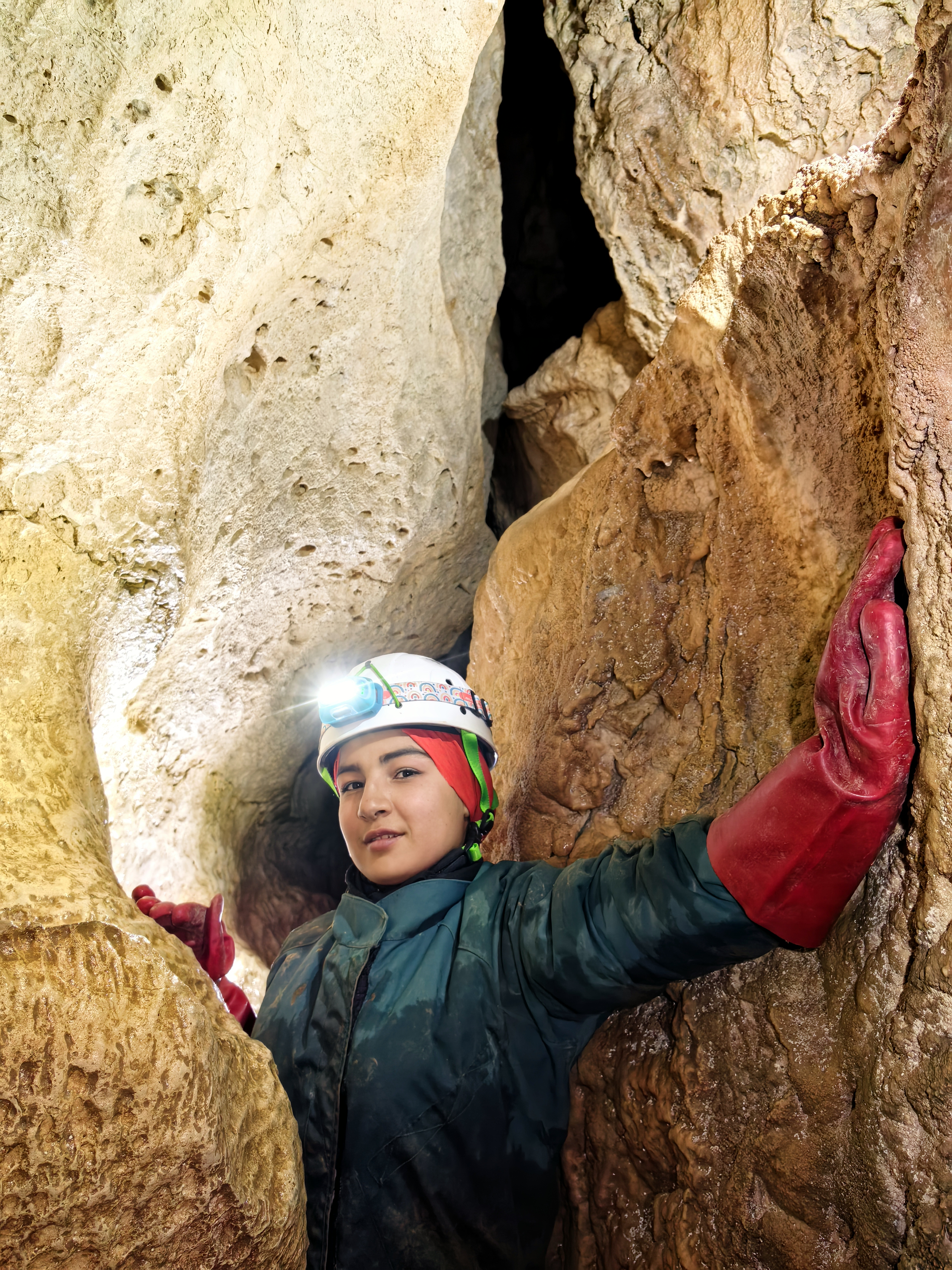
Середина меандра
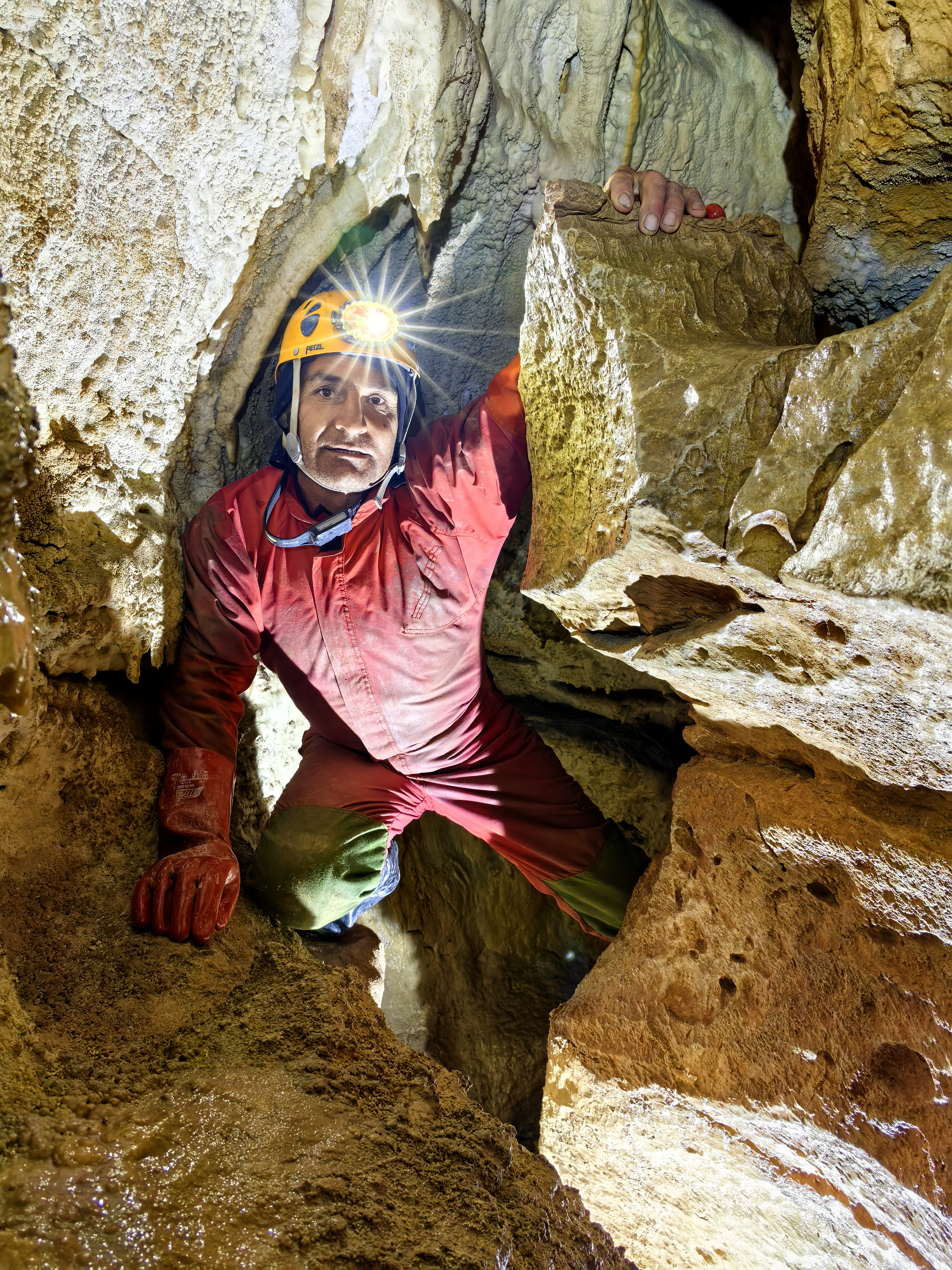
Верх меандра
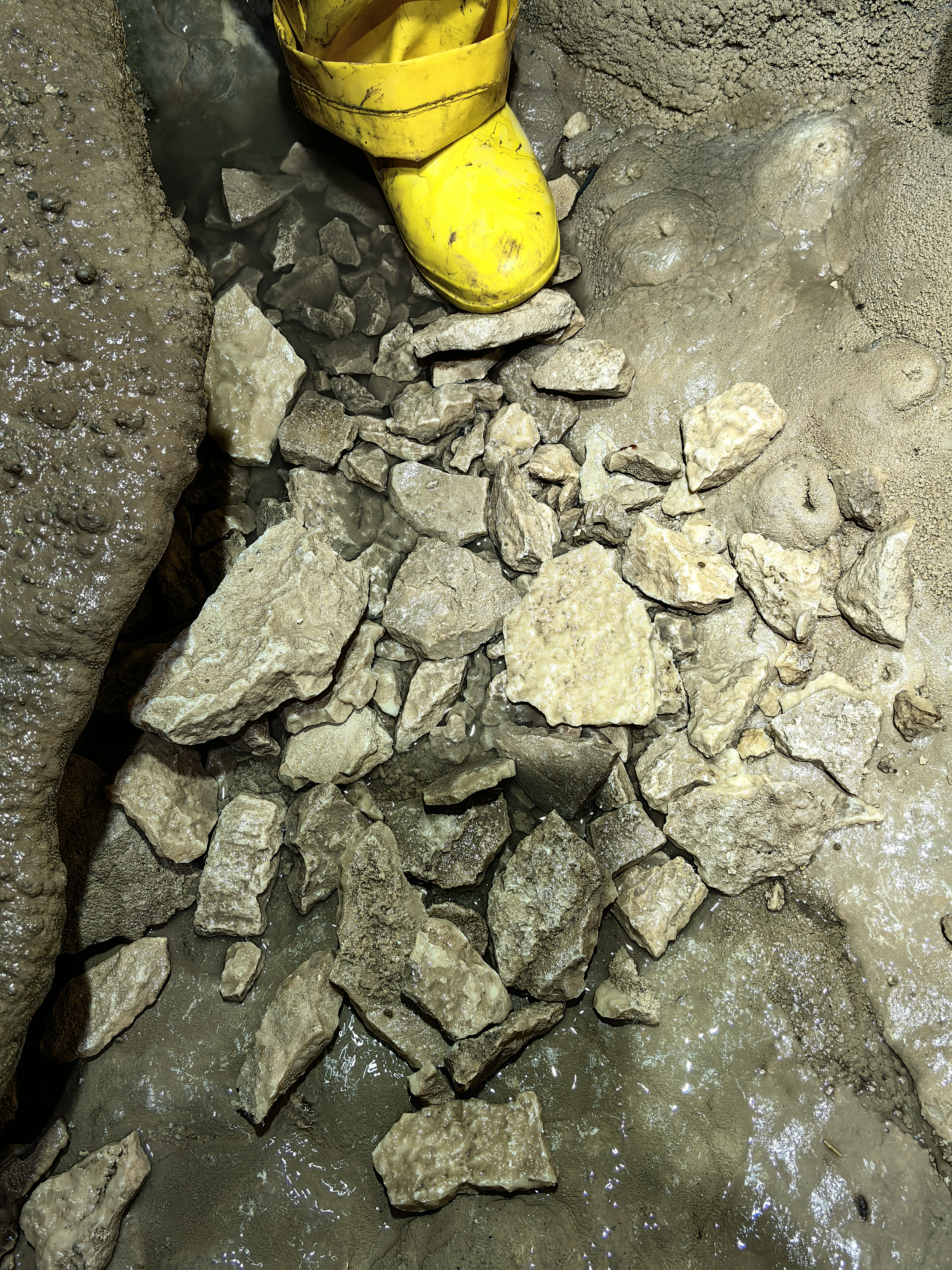
Дно, покрытое щебнем
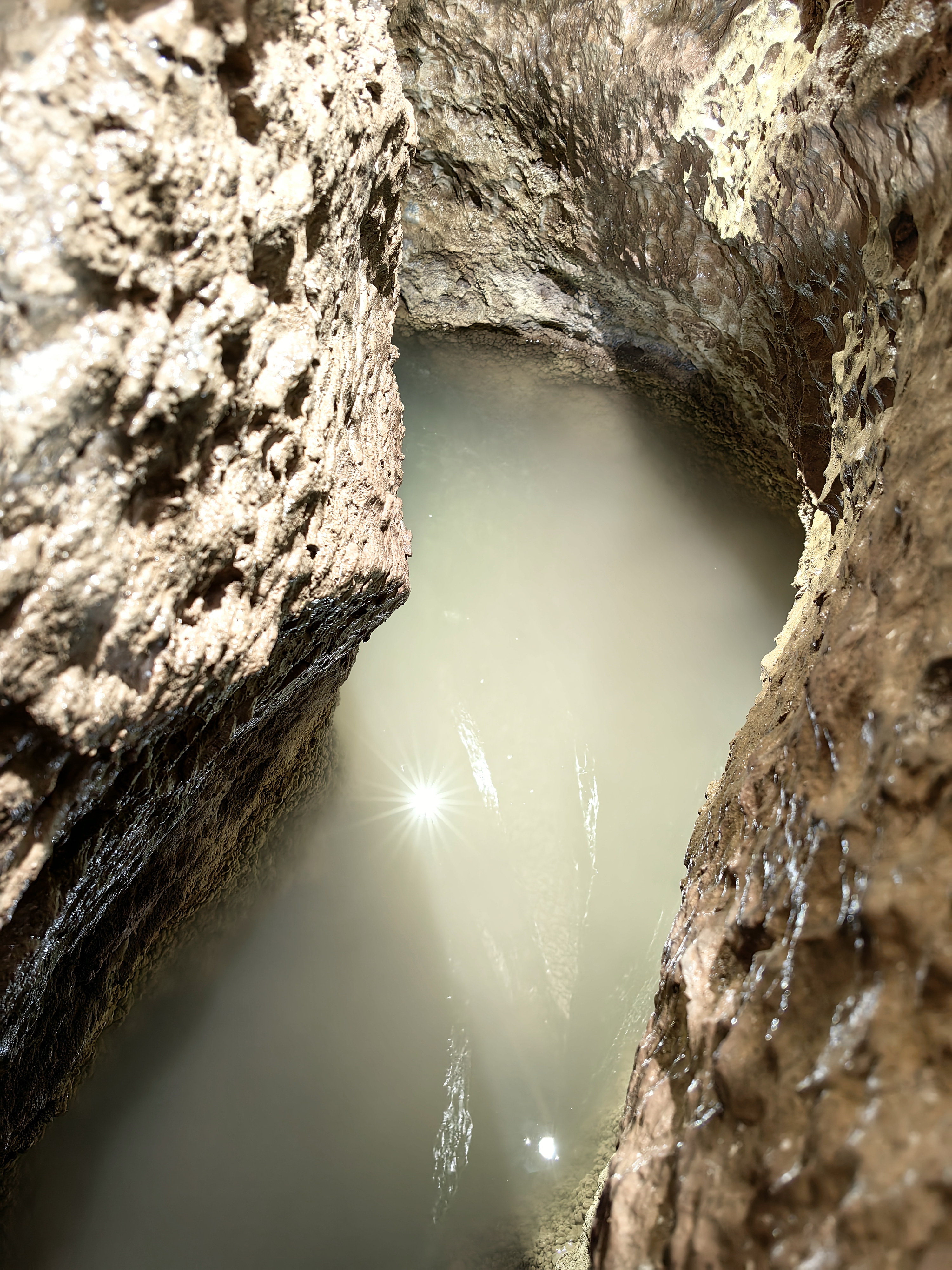
Обводненный ход
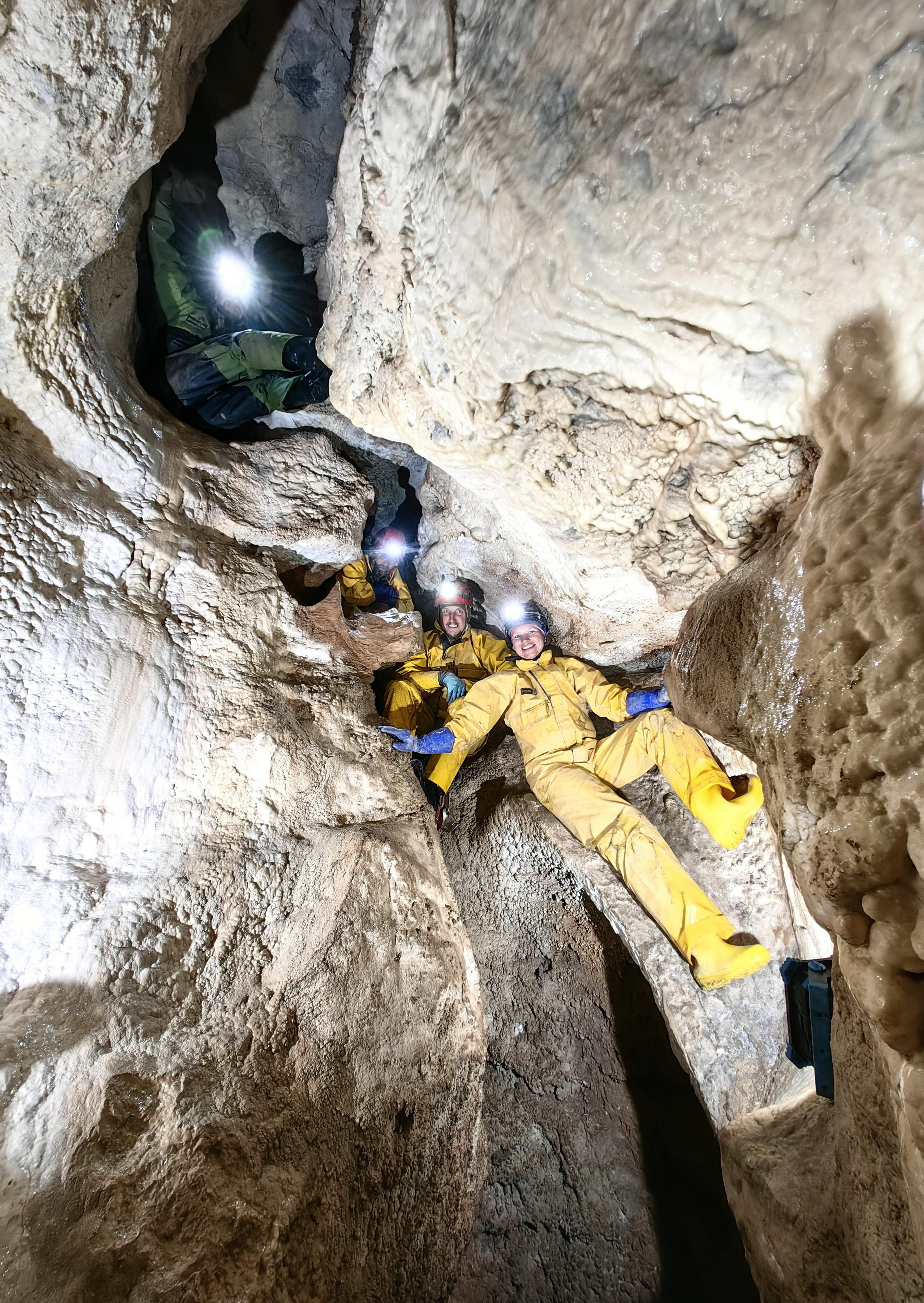
Зал в меандре

 Подборка фотографий, сделанных во время посещения пещеры в августе 2024 года в ходе экспедиции Чульбаир 2024, доступна здесь. Больше фотографий пещеры содержится в статье о Бой-Булоке.

## Внешние ссылки
- На Викискладе есть медиафайлы по теме Дехиболо